# Хоакін Соролья
 Хоакі́н Соро́лья і Басті́да (ісп. Joaquín Sorolla y Bastida; 27 лютого 1863, Валенсія, Іспанія — 10 серпня 1923, Мадрид, Іспанія) — іспанський живописець.

## Життєпис
Народився 27 лютого 1863 у місті Валенсія. Батьки рано померли, за припущенням, від холери. Хлопець залишився сиротою і його взяла у власну родину сестра померлої матері. Вітчим був слюсарем і тому хлопця готували до цієї професії.
Навчання в училищі виявило певні художні здібності. Директор училища порадив родичам підлітка продовжити навчання в художньому закладі, ті погодилися.

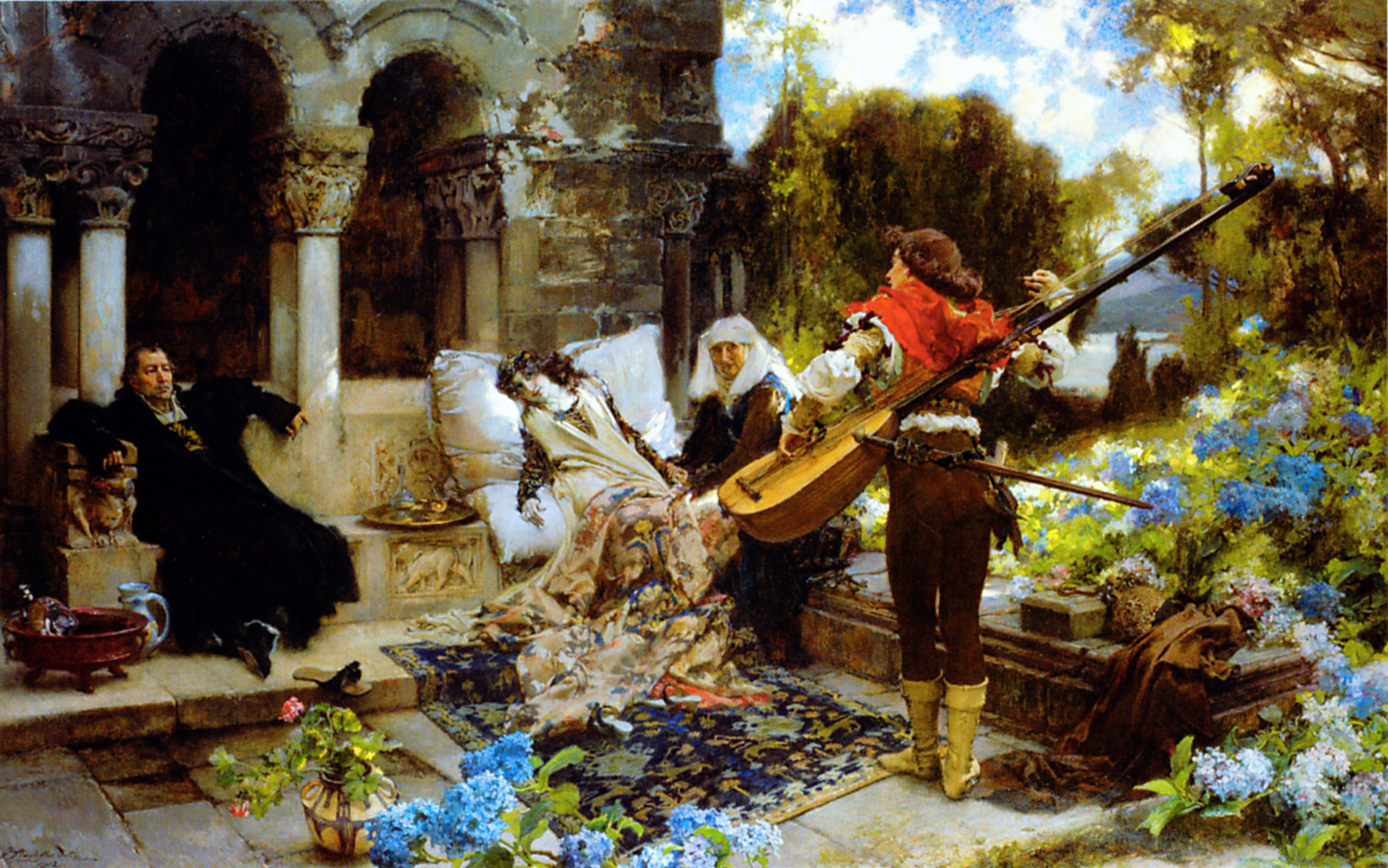
Франсіско Праділья, «Пісня про драму кохання», 1912

Юнак відбув у Мадрид, де брав уроки в Художній академії Сан-Карлос у скульптора Каетано Капуца. В Мадриді на молодика справили вплив твори Хосе де Рібера та Дієго Веласкеса, хоча він надавав перевагу модним столичним художникам.
Молодий художник показав власні твори у Валенсії і ті сподобалися вубліці. Внаслідок цього він у 1885 отримав стипендію від уряду регіону та відбув на стажування в Рим, Італія. Воно проходило під керівництвом художника Франсіско Праділья, що був керівником Римської академії іспанських художників. Обдарований колорист Праділья, майстер побутового жанру, працював над історичною тематикою, яку подавав у побутових ситуаціях. Нічого від найкращих сторін творчості Франсіско Праділья Хоакін Соролья не взяв.
Він теж звернувся до побутового жанру, про що свідчать його ранні твори («Чернець Хорхе захищає божевільного від побиття камінням», 1887). Він звертається до іспанської тематики, несміливо трактуючи теми церковних служб («Цілування в церкві реліквії»), вкотре тлумачить про чесноти ченців тощо. Але все це ковзання по поверхні сюжетів, бо художнику мало вдаються відтворення драматичних сюжетів і психологічні характеристики персонажів. Він пробує власні сили в портретному жанрі і створив декілька репрезентативних портретів, серед котрих і «Портрет іспанського короля Альфонсо XIII у вбранні гусара», де є чудово відтворений костюм і мало самої особи. У Сорольї виявилися декоративні здібності і вони почали переважати в його художній практиці.
Дещо більше достовірного було в портретах дружини («Клотільда в коштовній чорній сукні», 1906) і власних дітей, спілкування з якими було довгим і сприяло спостереженням. Але і в цих портретах переважала декоративність, іноді безсюжетність («Дружина і дві доньки в саду»).

### Узбережжя, світла палітра і прагнення радісного
Перебування на узбережжі у Валенсії навернуло Соролью до сюжетів про відпочинок і дозвілля. Він практично відмовляється від драматичних сюжетів (серед винятків «Купання в морі дітей, що перенесли поліомієліт», 1899), а звертається до дозвілля забезпечених верств населення чи невибагливих сценок на узбережжі («Антоніо Гарсіа на узбережжі», «Клотільда на пляжі з парасолькою», 1904, «Купання білого коня», «Дві пані на узбережжі», 1909). Він прийшов до надто висвітленої палітри та безсюжетної безтурботності небагатьоїх при старанному непомічанні болючих проблем Іспанії, що перебувала в економічній та політичній кризах. Цим він мимоволі наблизився до творів французьких імпресіоністів, що теж розробляли світлі та необтяжливі сюжети мінливого життя, жахаючись від драматичних чи героїчних сюжетів важкої реальності Франції останньої третини 19 ст.
Творчість митця йшла паралельно з пошуками його сучасників, серед котрих Ігнасіо Сулоага, Франсіско Праділья, картини яких повні значущості, яку він втрачав. Зовсім не привернули уваги Сорольї і пошуки поколіття новаторів і іспанських модерністів типу Ісідро Нонела або Пабло Пікассо. В його мистецтві все більше декоративності, сонячних плам в картинах і безсюжетності.
Чимало останньому сприяв фінансовий успіх, що несподівано виборов тоді вже немолодий Соролья.

### П'ять місяців у США та 14 пано для «Іспанського товариства США»

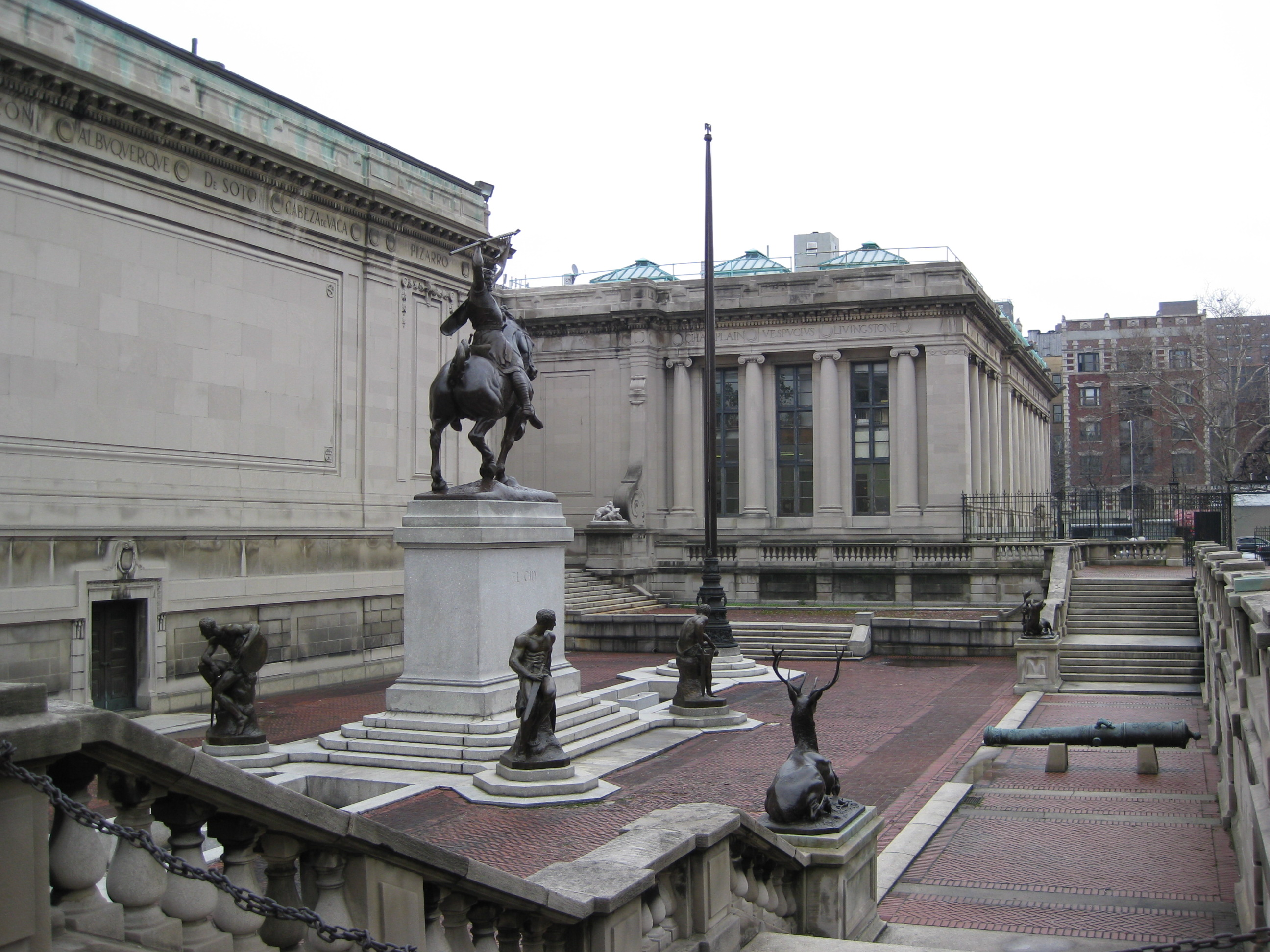
Головний офіс «Іспанського товариства США»

Майже 40-річним він наважився на виставки за кордоном. Виставка у Франції (що почала визнавати імпресіоністів) мала успіх. Куди як стримано сприняли висвітлену манеру Сорольї і широкі мазки сприйняли у Німеччнині та Великій Британії.
Але у Британії в 1908 познайомився з американським магнатом Арчером Мілтоном Хантингтоном. Багатий Хантингтон свого часу заснував у США «Іспанське товариство США» і запросив його та його виставку до США. Картини Сорольї добре продали у США, а іспанські добродії сприяли замовленню портрета американського президента Тафта. Соролья працював у США п'ять місяців (його виставку побачили також у Бостоні та Буффало), привіз купу грошей та популярність модного салонного художника.
На початку 1911 відвідав США вдруге. Відбулася його нова виставка. Того ж року він підписав угоду з магнатом Хантингтоном на створення декоративних картин-панно для декорування штабквартири «Іспанського товариства США». Керівництво товариства наполягало, щоби художник створив картини з історії Іспанії. Але Соролья, що мав творчу кризу, наполягав на створенні декоративних панно, необтяжливих для його свідомості. Він обіцяв подати різні ландшафти декількох провінцій Іспанії з її фольклором і барвистими святами. Керівництво товариства прийняло умови Сорольї та наполягало на створенні 14 панно певного розміру. Серія отримала назву «Краєвиди Іспанії».
Праця над декоративними панно розтяглася на 7 років. У пошуках сюжетів і краєвидів він відвідав Ельче, північні Наварру та Арагон, східну Каталонію, рідну Валенсію, Андалусію та Севілью, Естремадуру, Галісію, Гвіпускоа, Кастилію та Леон.
Серед використаних сюжетів — ринок, свято хліба, арагонська хота, відпочинок іспанських паломників при відвіданні святих місць тощо.

### Хвороба та смерть
У 1920 переніс інсульт (крововилив у мозок). Ускладненням хвороби був параліч. Через три роки, 10 серпня 1923, помер у Мадриді.

## Перелік вибраних творів
- «Чернець Хорхе захищає божевільного від побиття камінням», 1887
- «Повернення рибалок», 1894
- «Освячення рибальського човна», 1894
- «Доктор Сімарро біля мікроскопа»
- «Купання в морі дітей, що перенесли поліомієліт», 1899
- «Автопортрет», 1912
- «Купання білого коня»
- «Моя родина», 1901
- «Клотільда на пляжі з парасолькою», 1904
- «Клотільда в коштовній чорній сукні», 1906
- «Маріанна в саду, ла Гранха», 1907
- «Човни на узбережжі Валенсії», 1908
- «Дві пані на узбережжі», 1909
- «Президент Сполучених Штатів Вільям Тафт», 1909
- «Луїс Комфорт Тіффані», 1911
- «Кущ троянд у дворику будинку художника», 1918

## Галерея

### Панно для «Іспанського товариства США»

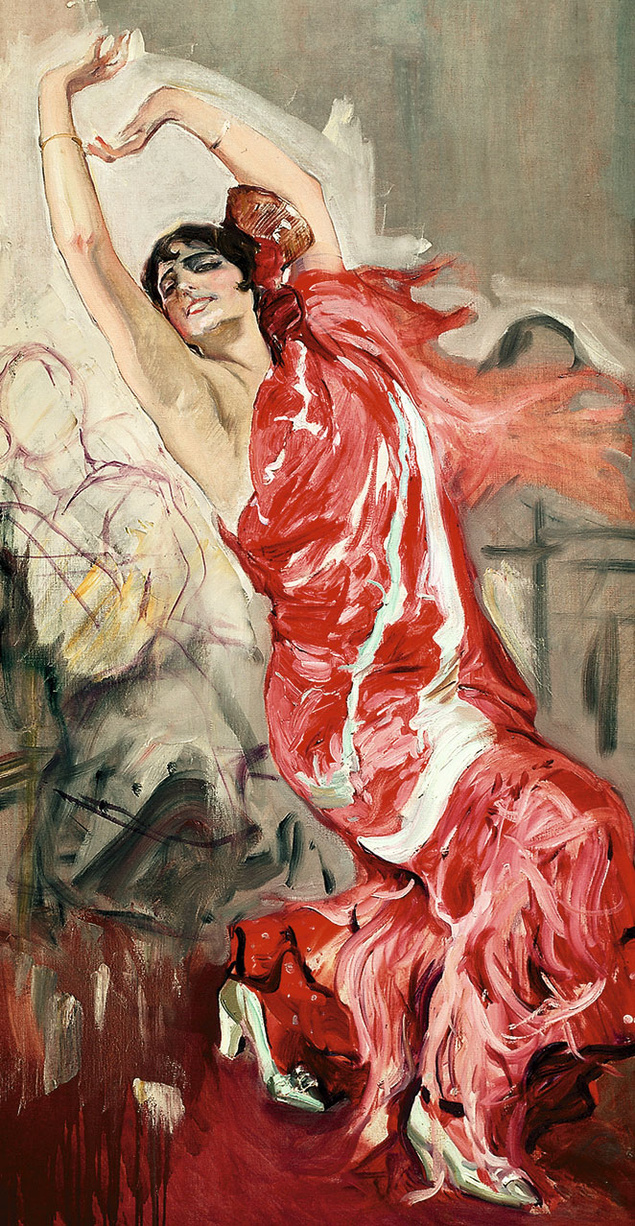
Ескіз «Танцівниця в червоному»
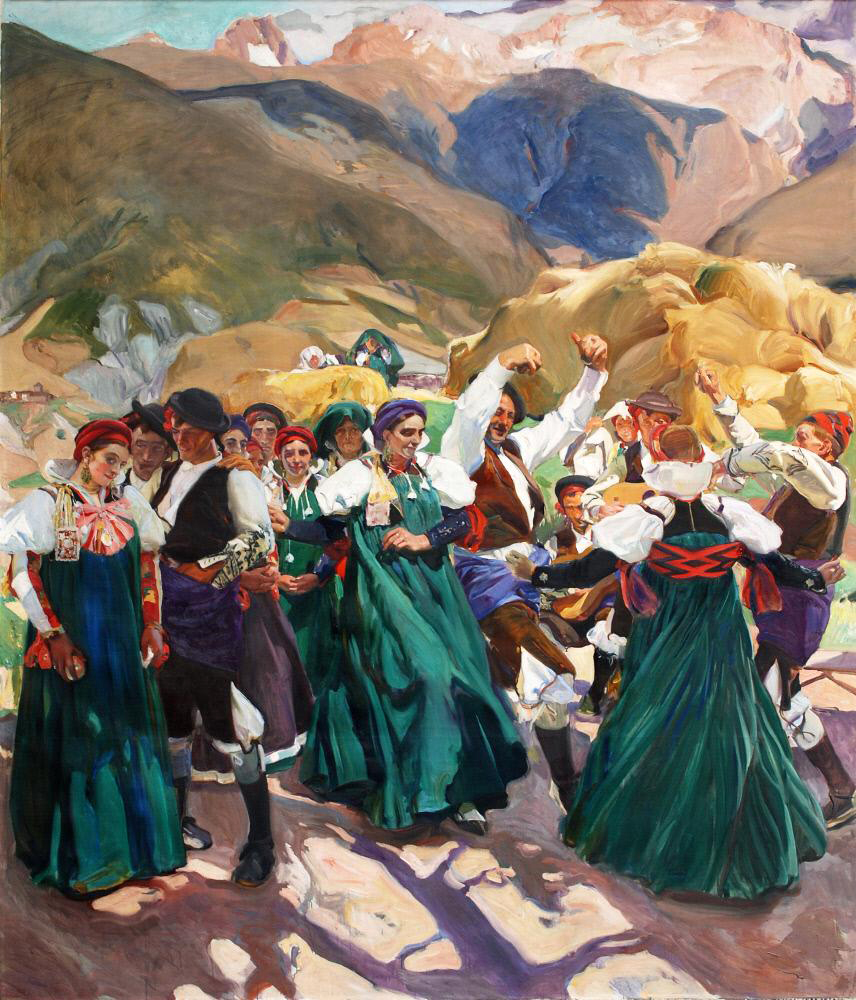
«Арагон. Хота.»
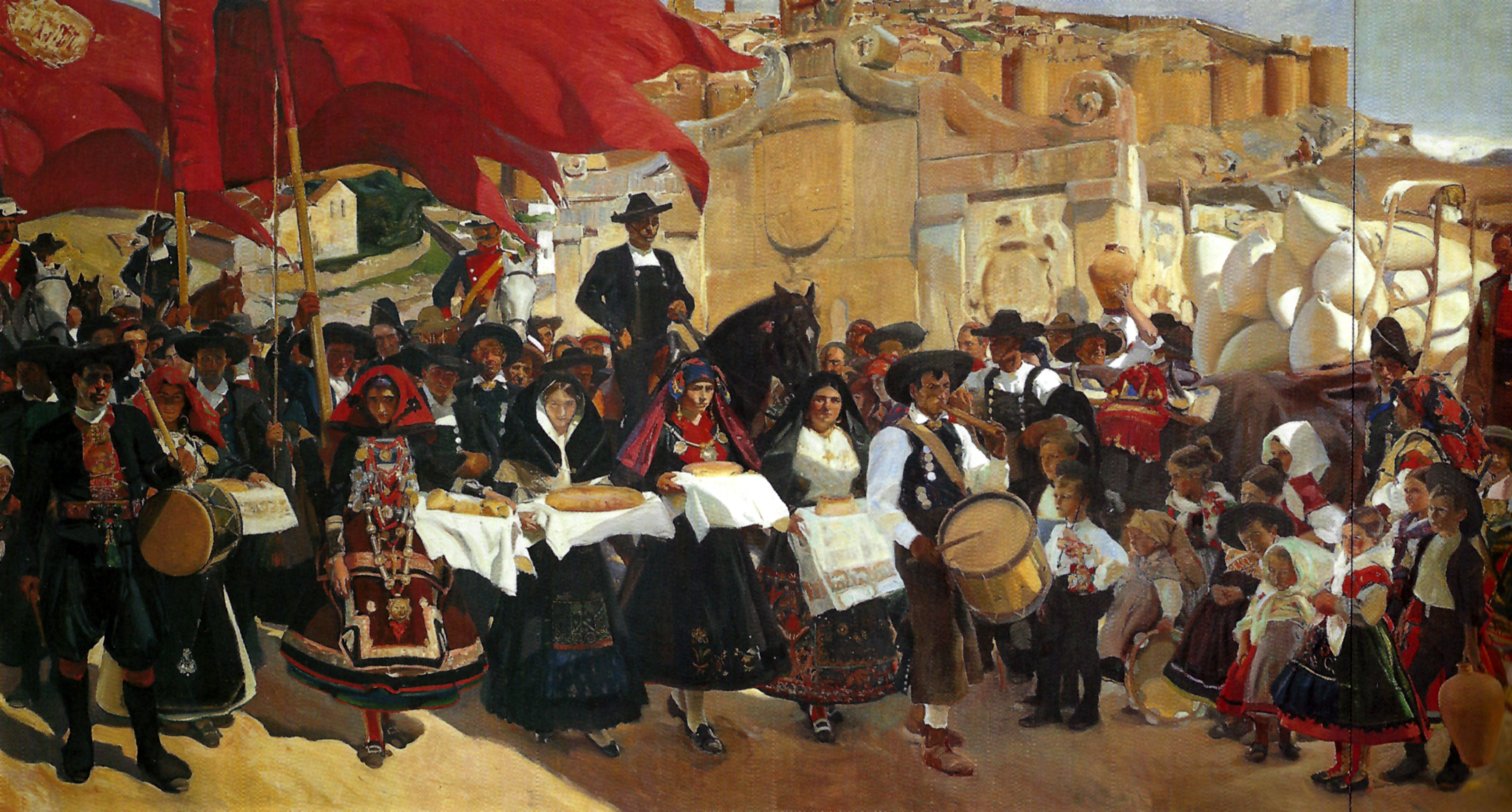
«Кастилія. Свято хліба.», 1913. Перша з закінчених Провінцій Іспанії, 14 фресок адя Американського товариства на Манхеттені
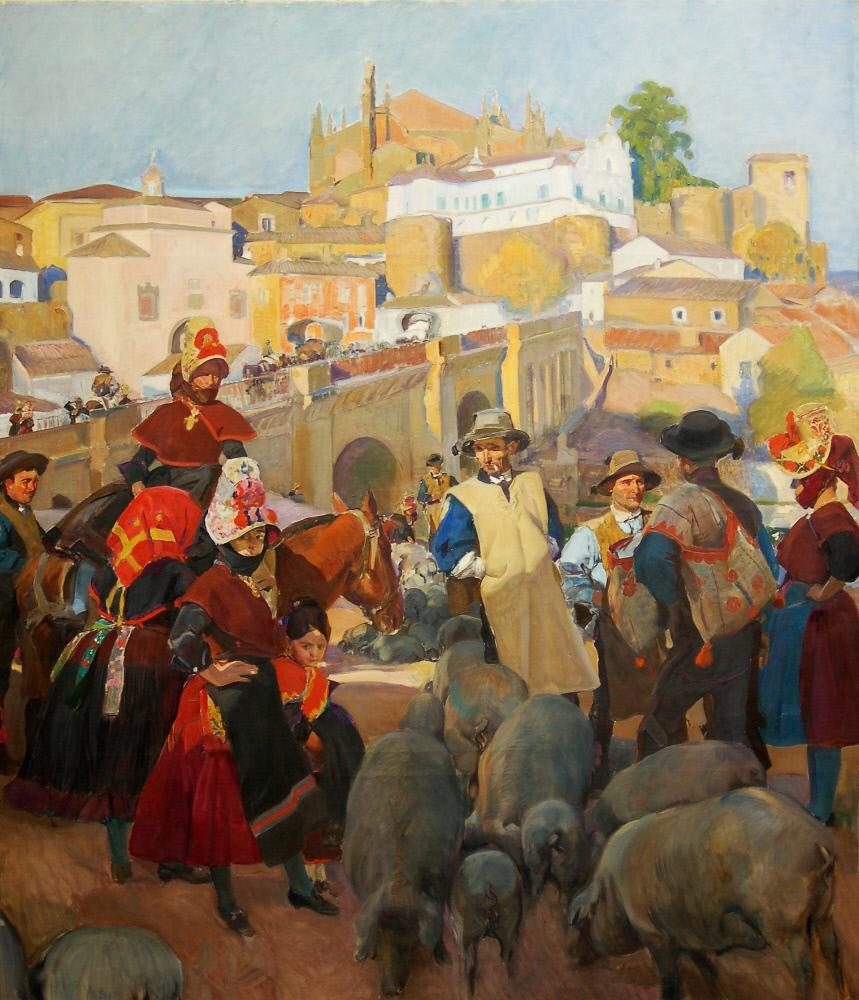
«Естремадура. Ринок.»
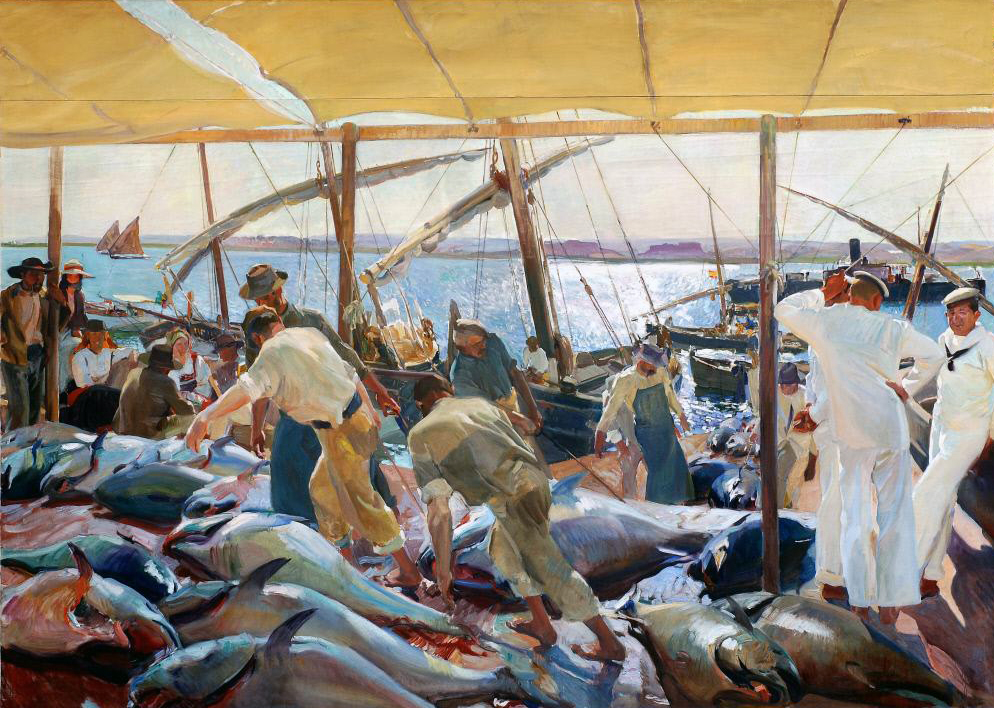
Вилов тунця

### Іспанщина

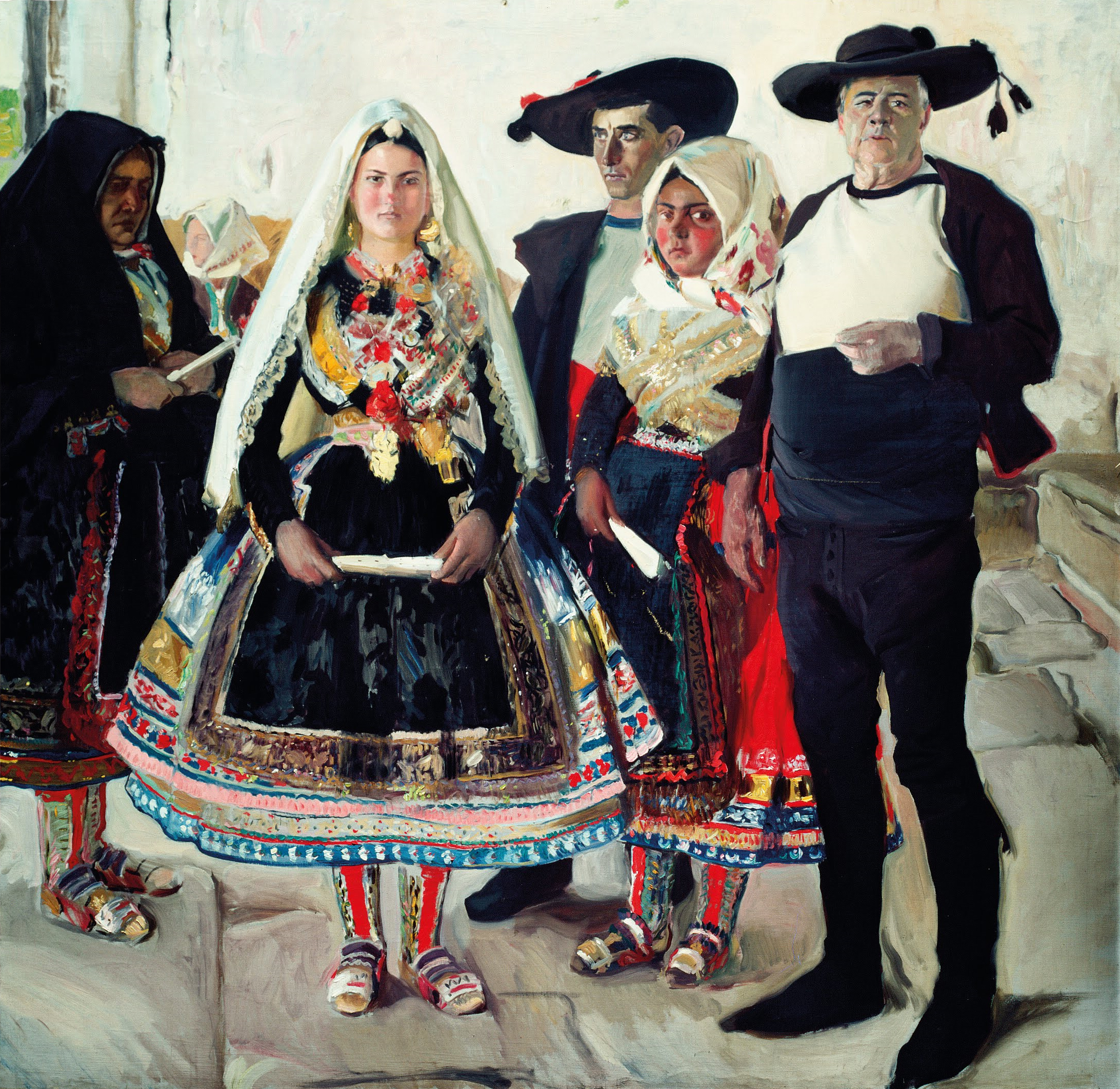
«Фольклор». Музей Сорольї
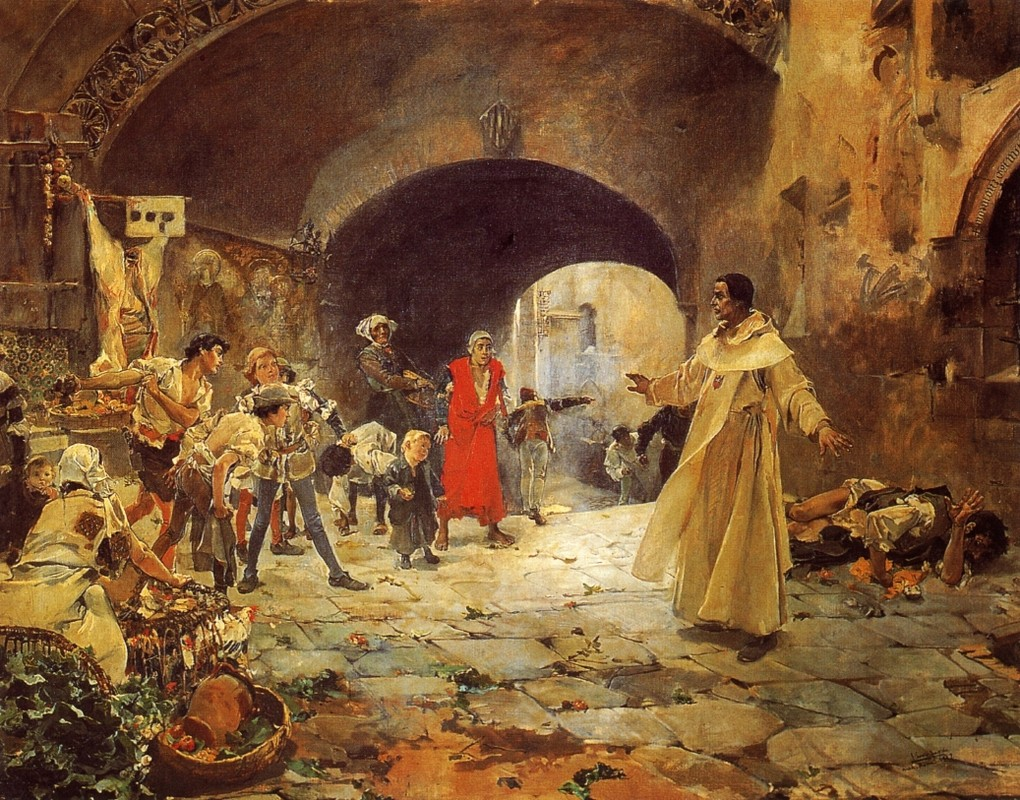
«Чернець Хорхе захищає божевільного від побиття кмінням», 1887
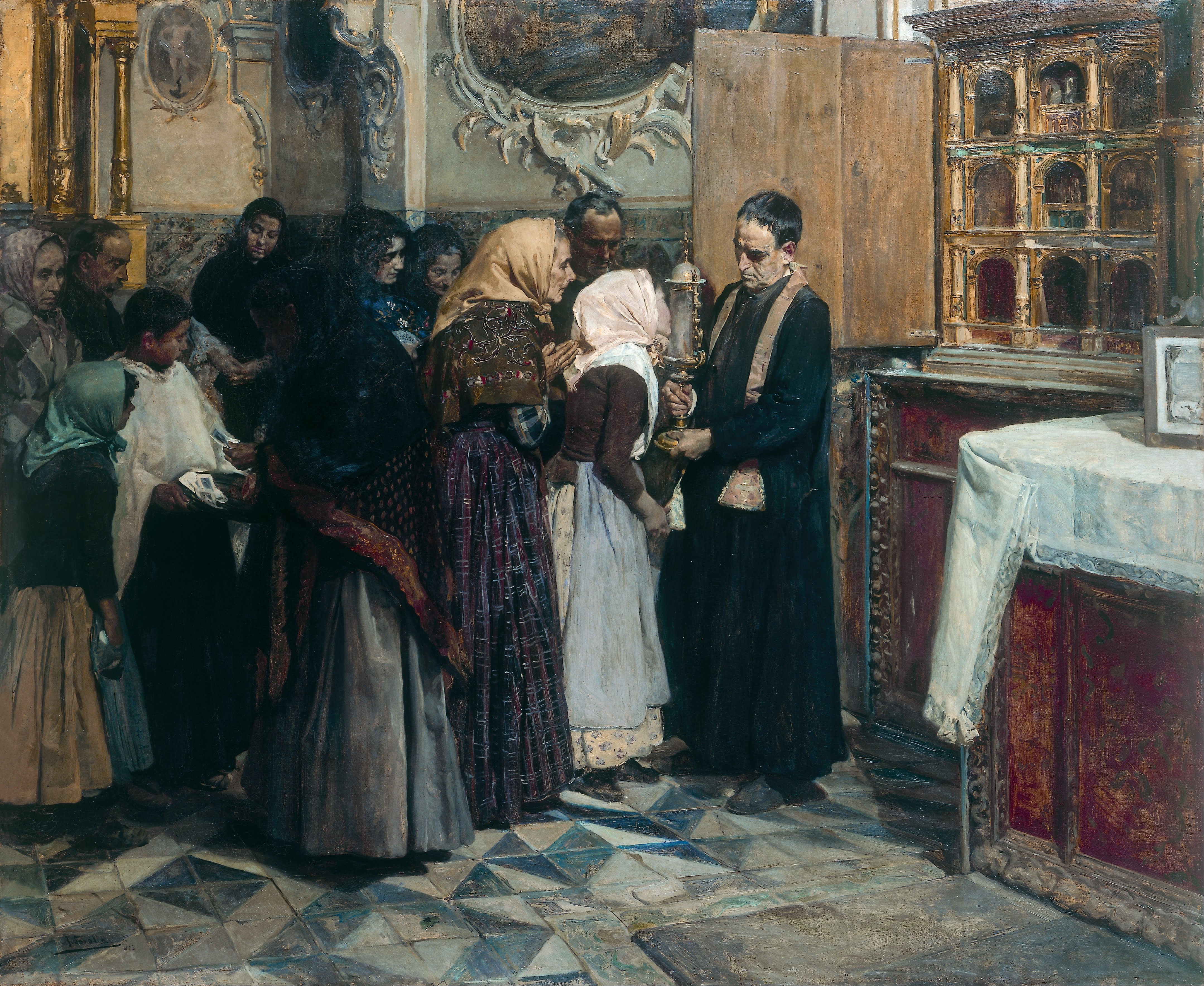
«Цілування в церкві реліквії», 1893
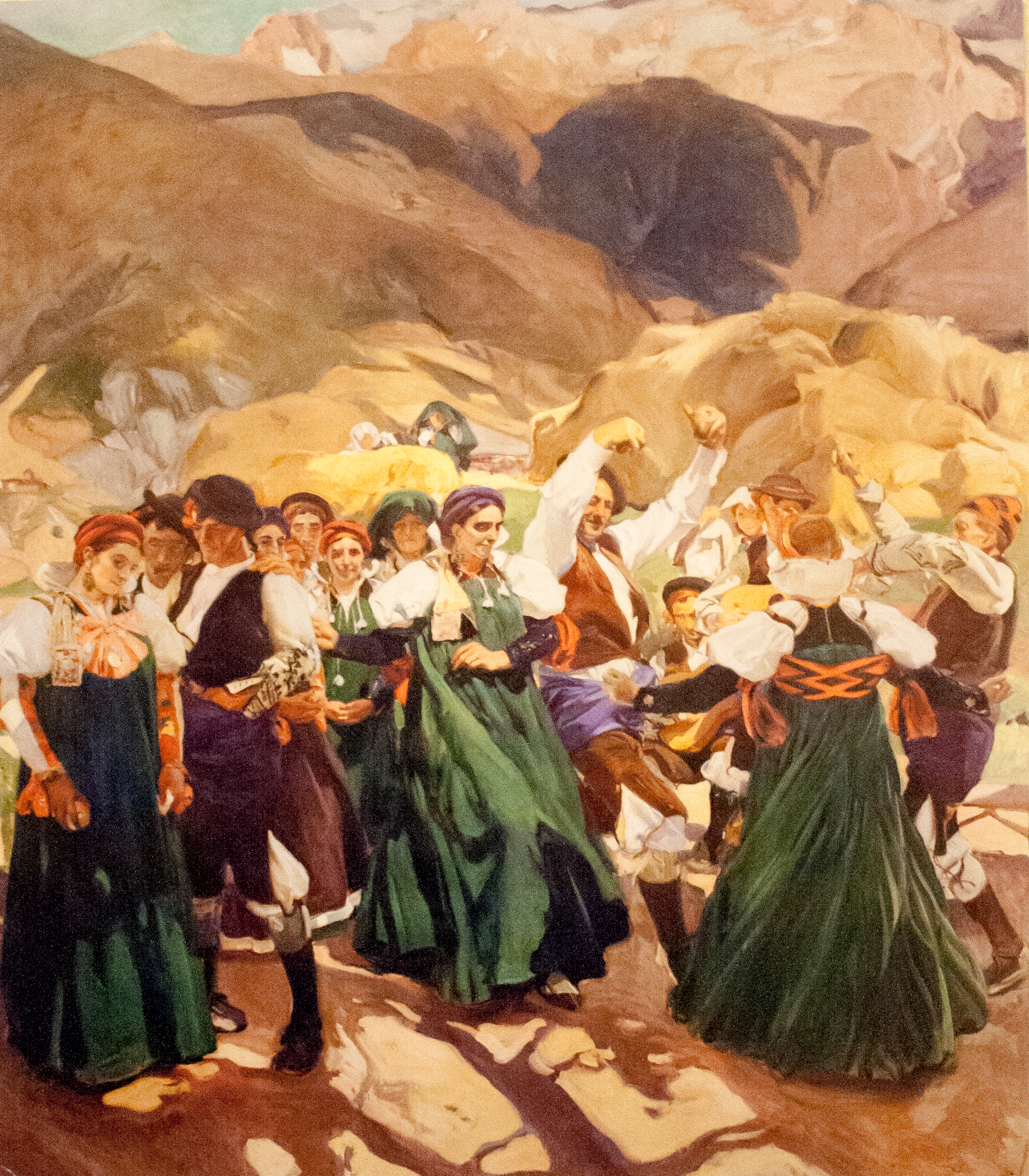
«Арагонська хота»
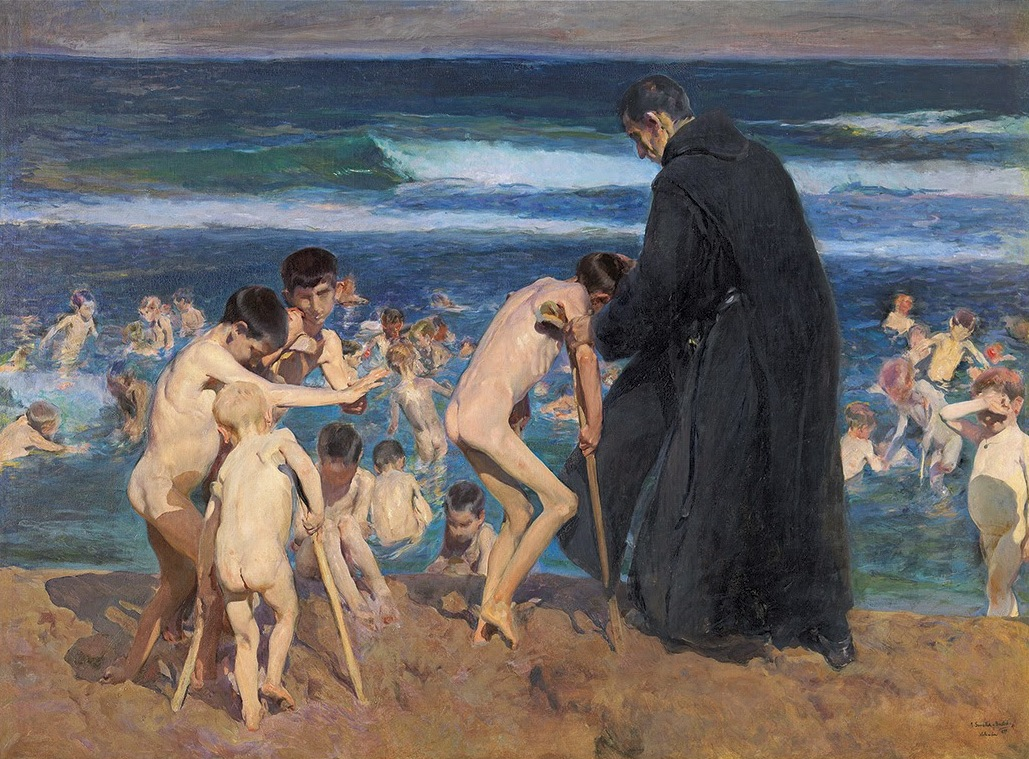
Сумна спадковість
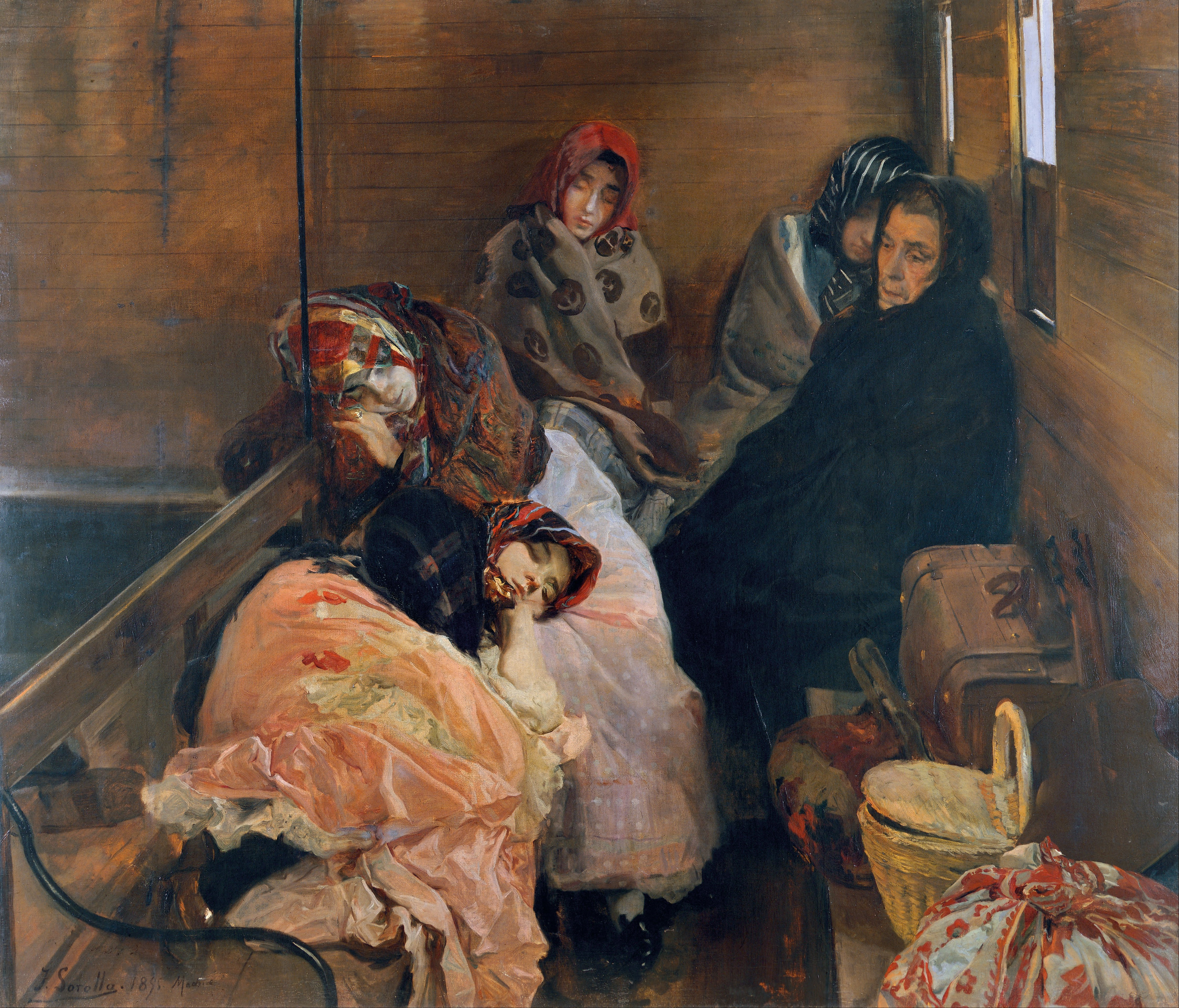
Торгівля людьми

### Побутовий жанр

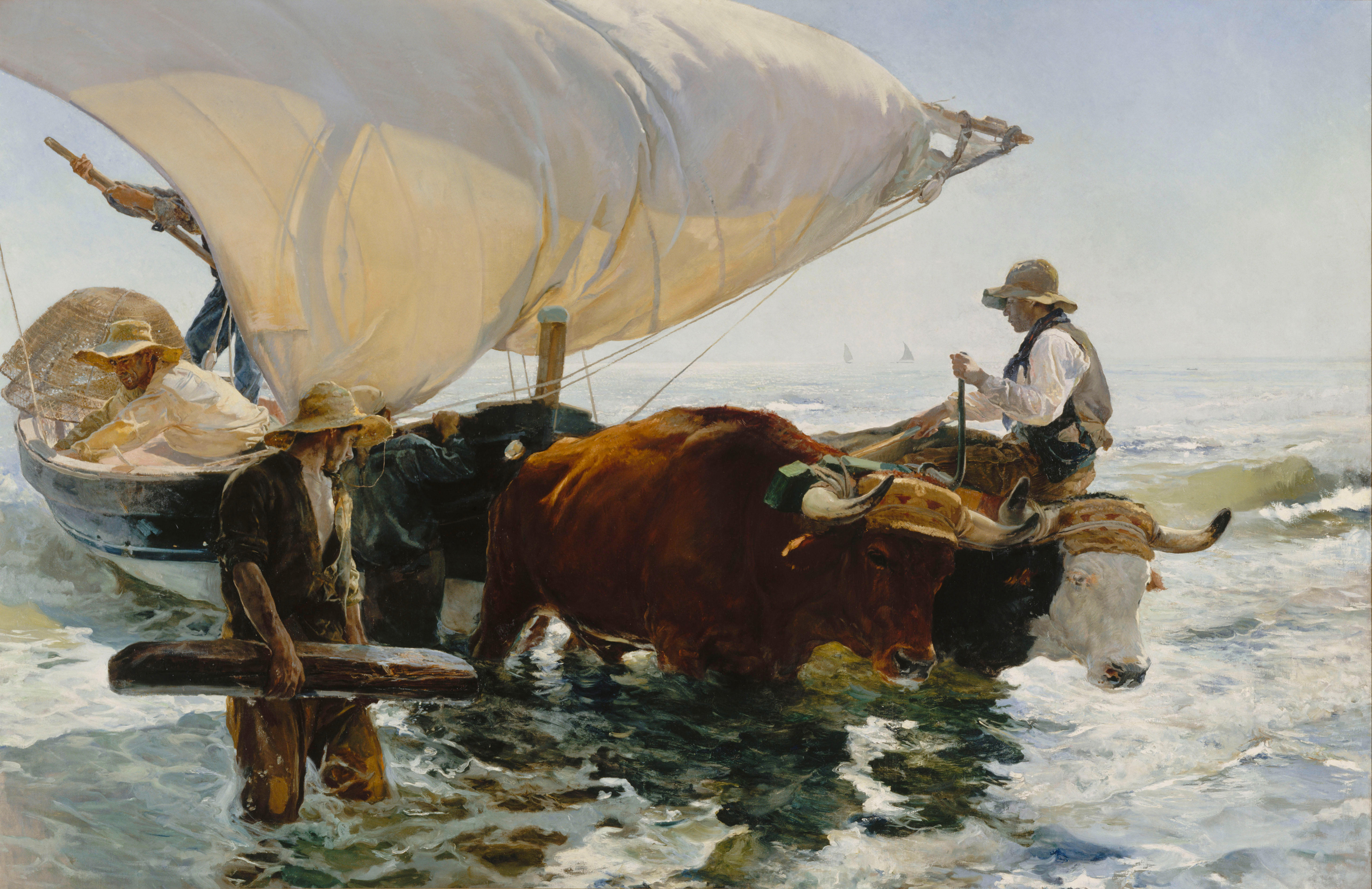
«Повернення рибалок», 1894, музей д'Орсе
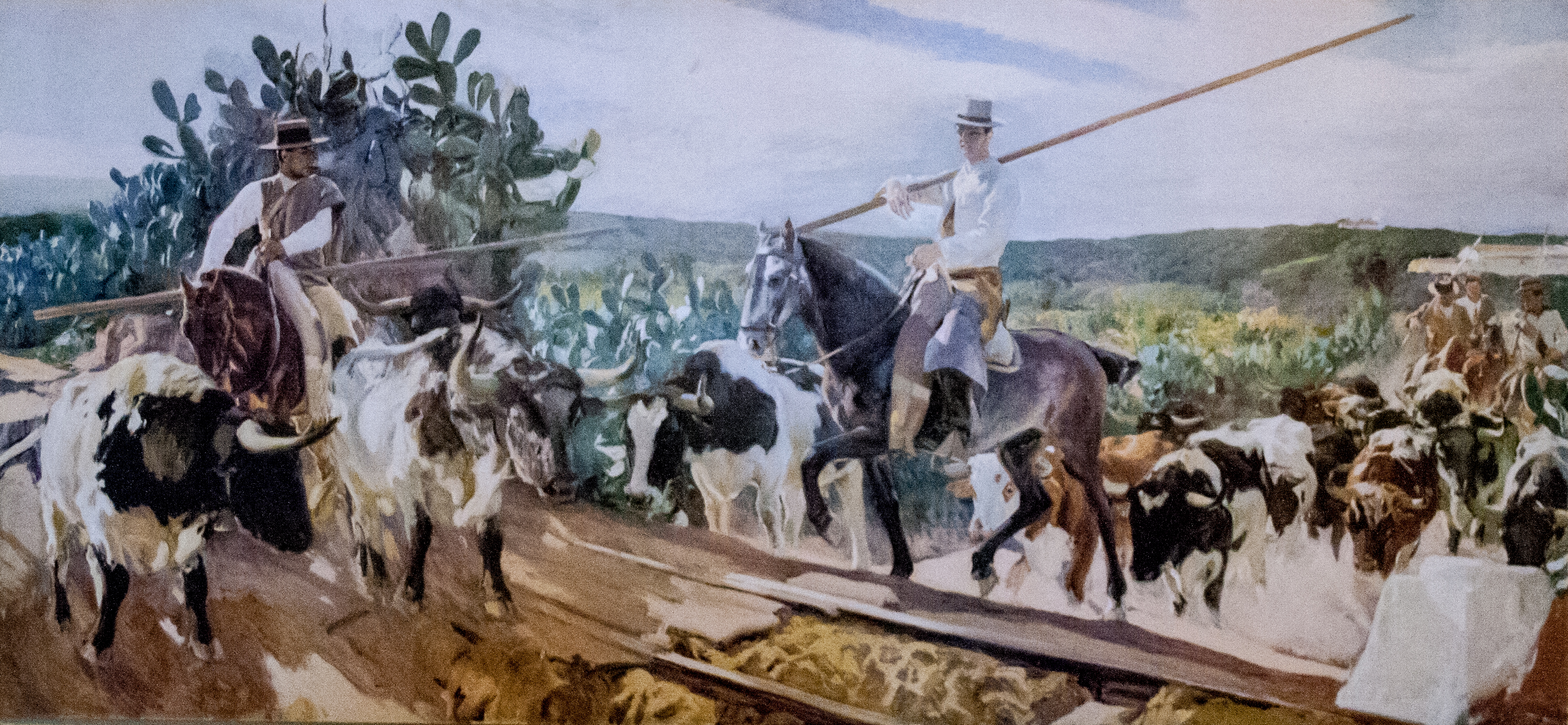
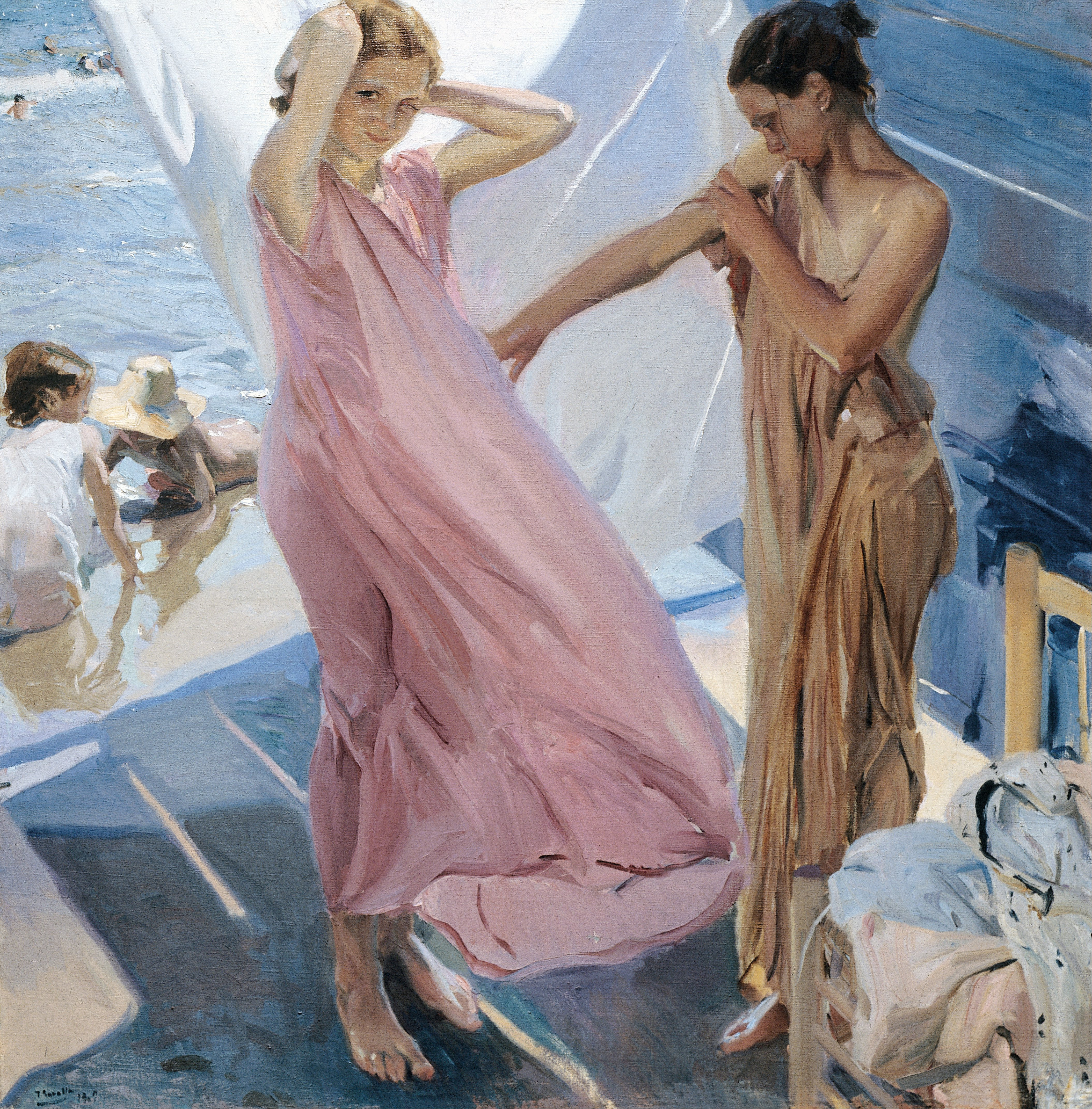
«Після купання. Валенсія»
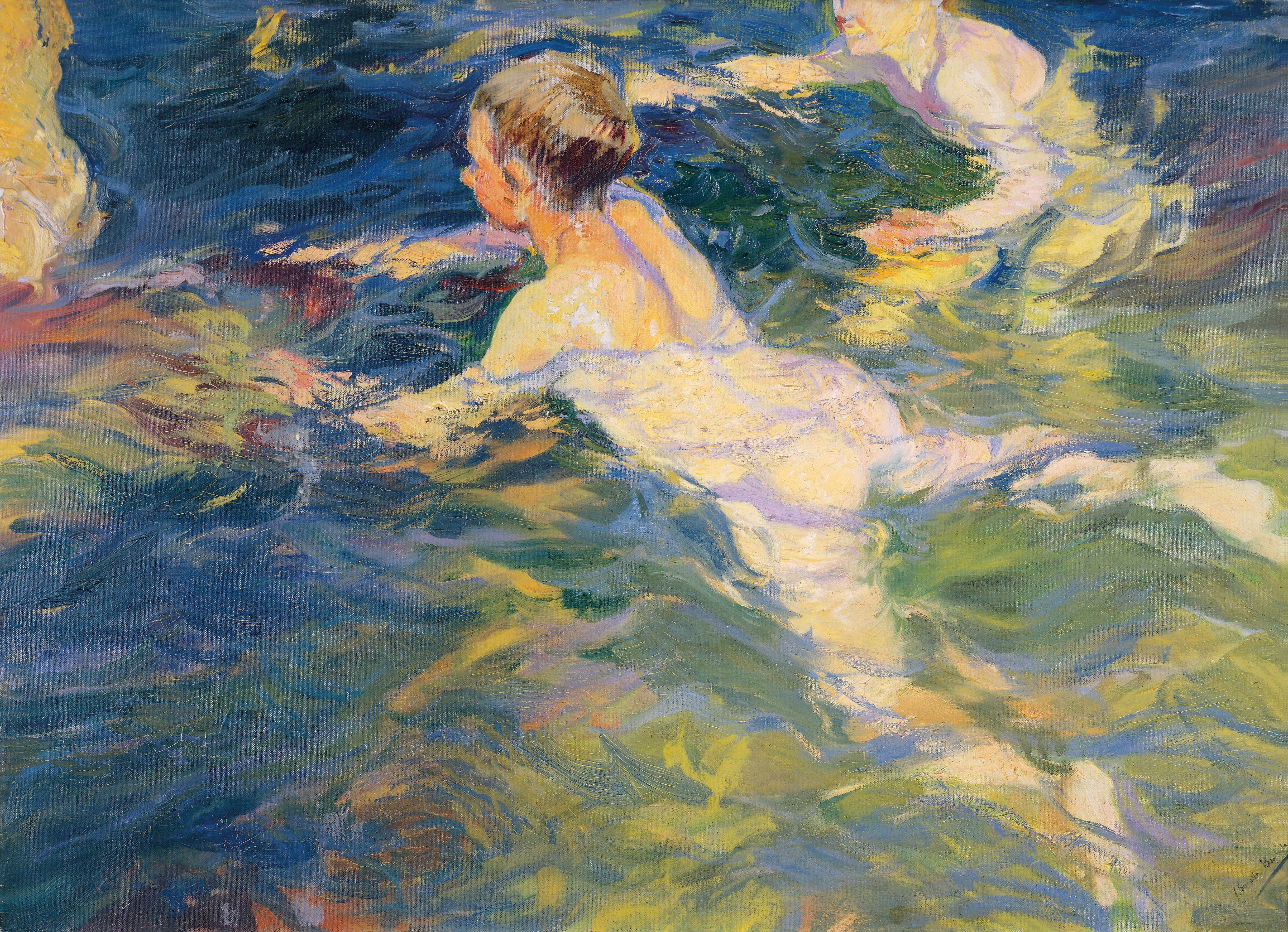
«Купання дітей. Валенсія»
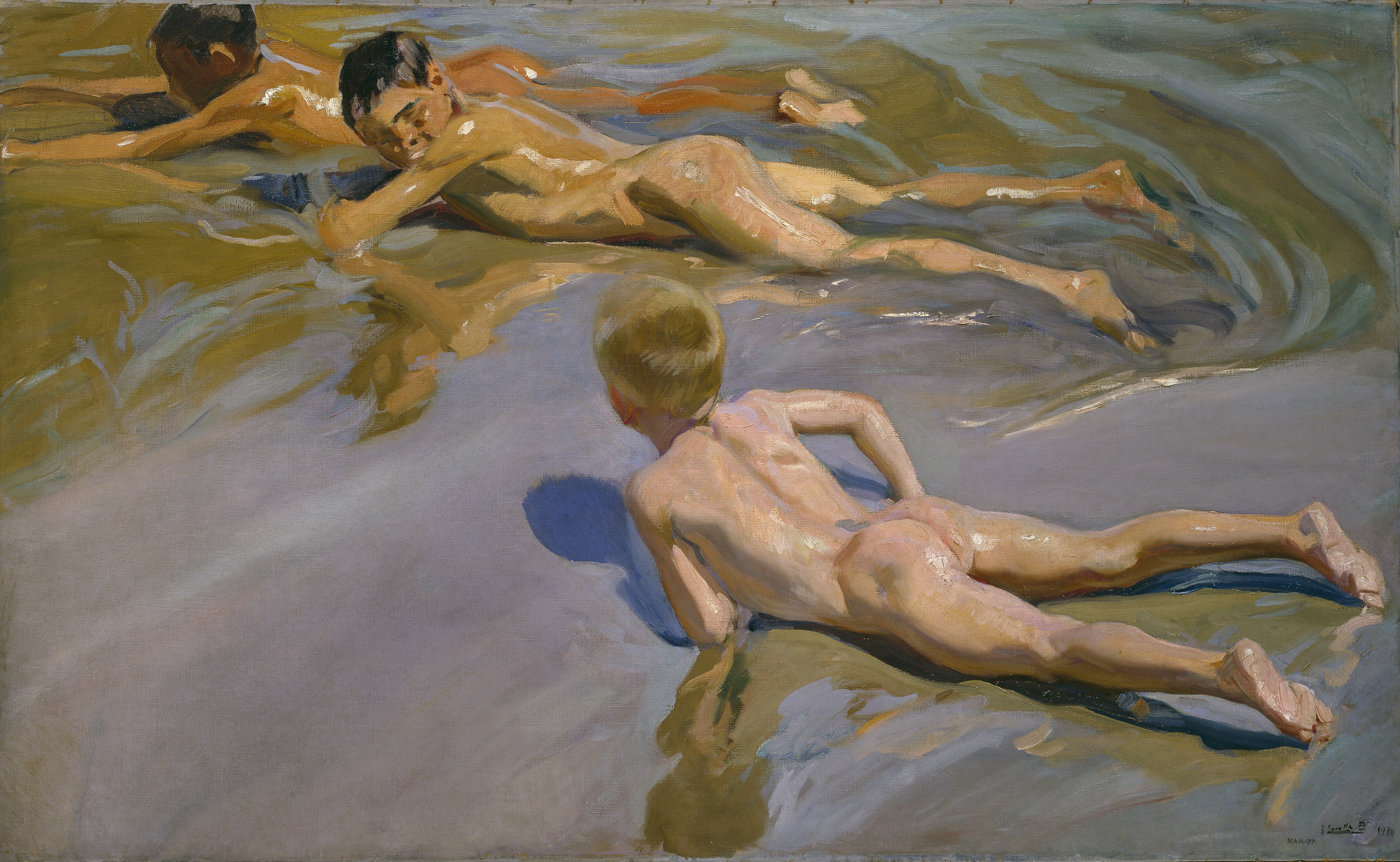
Діти на пляжі
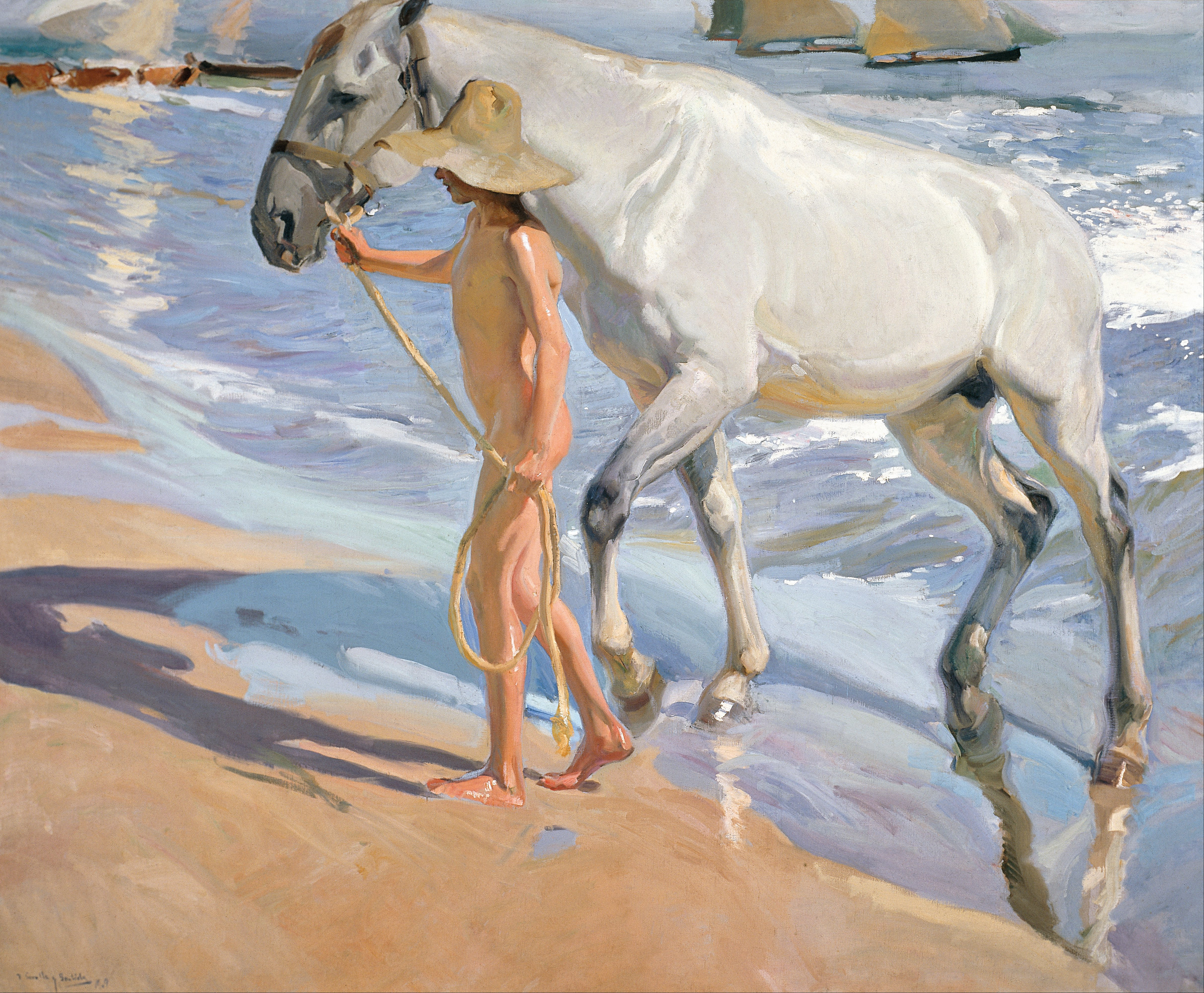
«Купання білого коня». Музей Сорольї
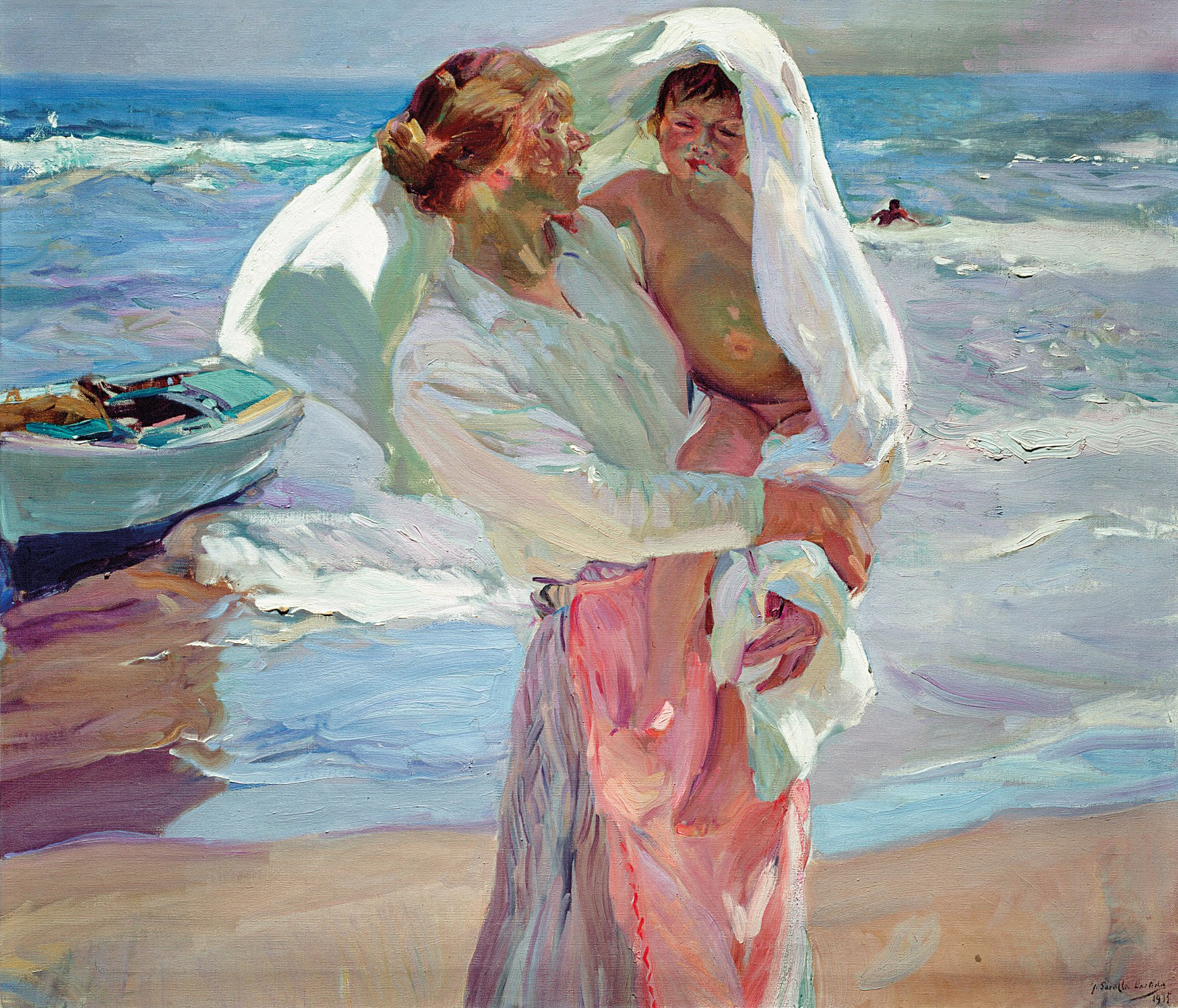
«Після купання»
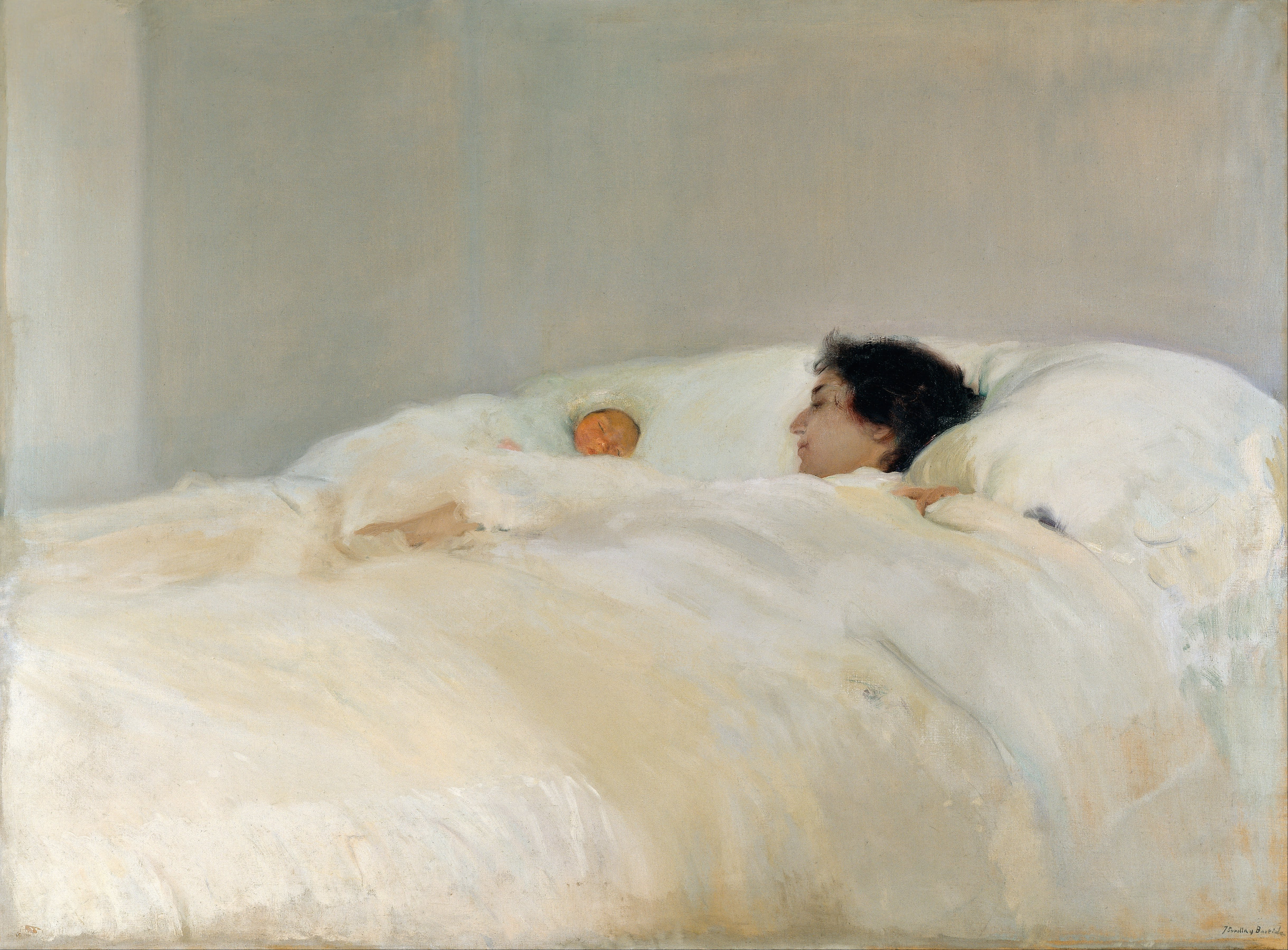
Мати. 1895. Музей Сорольї
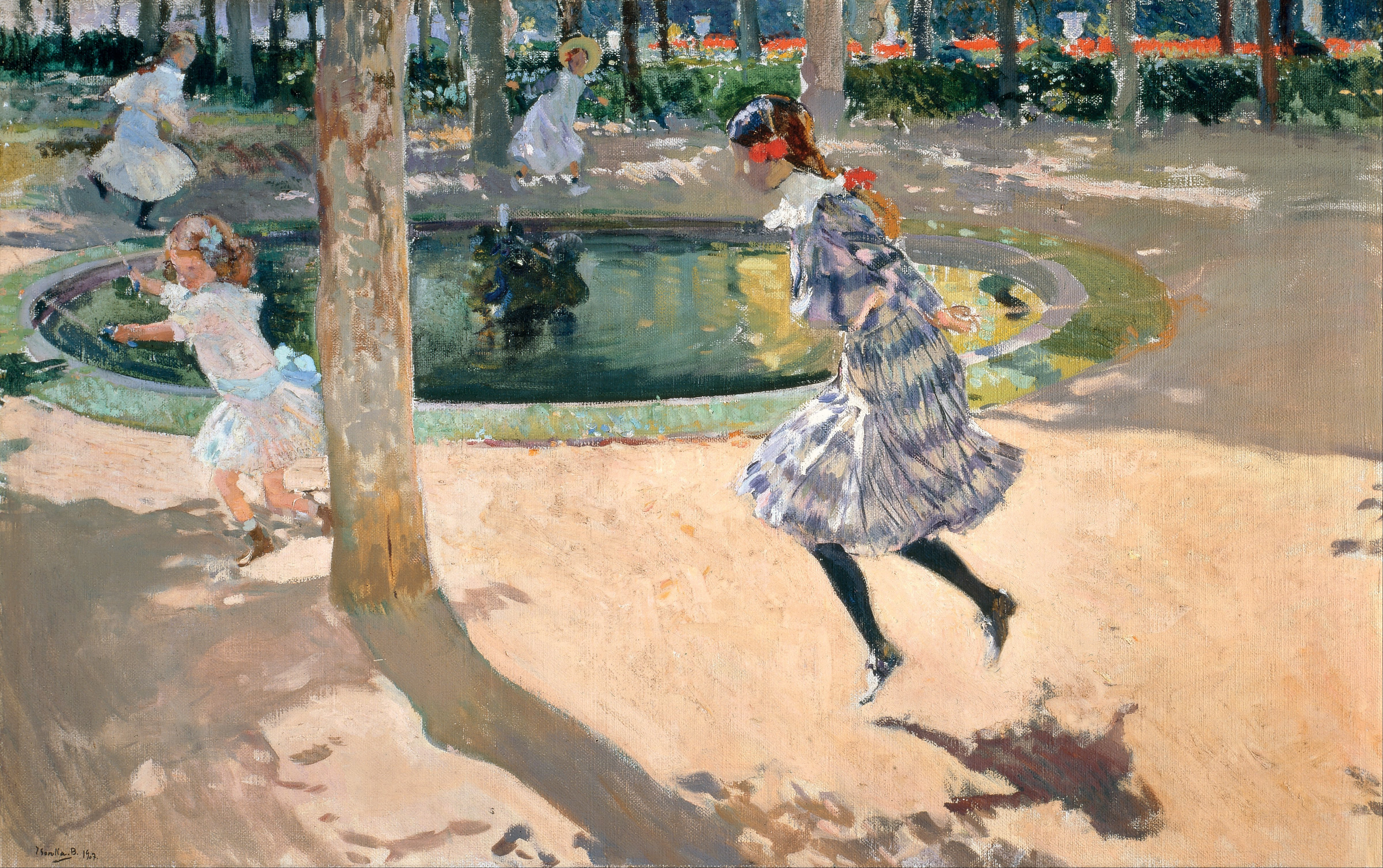
Скакалка. 1907. Музей Сорольї
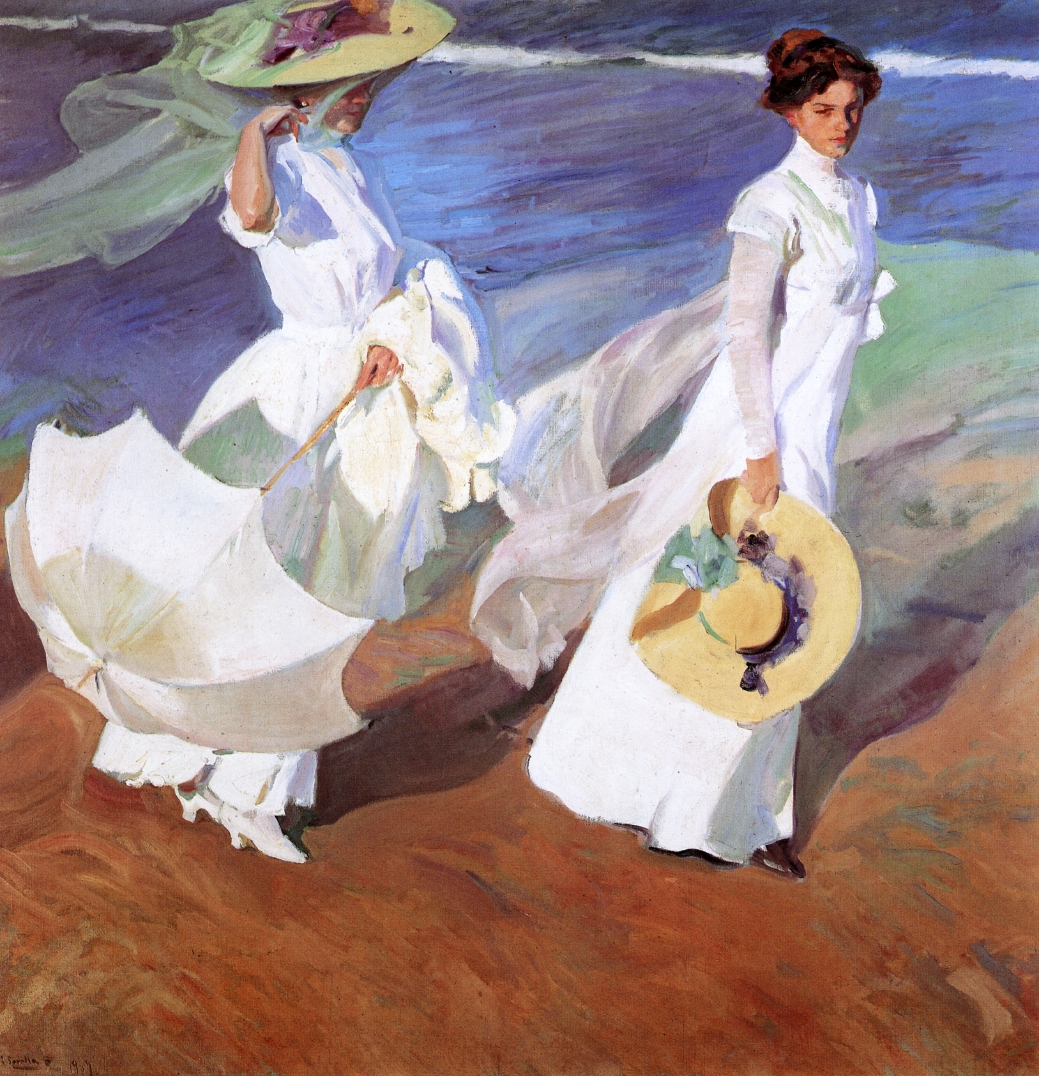
Прогулянка по пляжу. 1909. Музей Сорольї
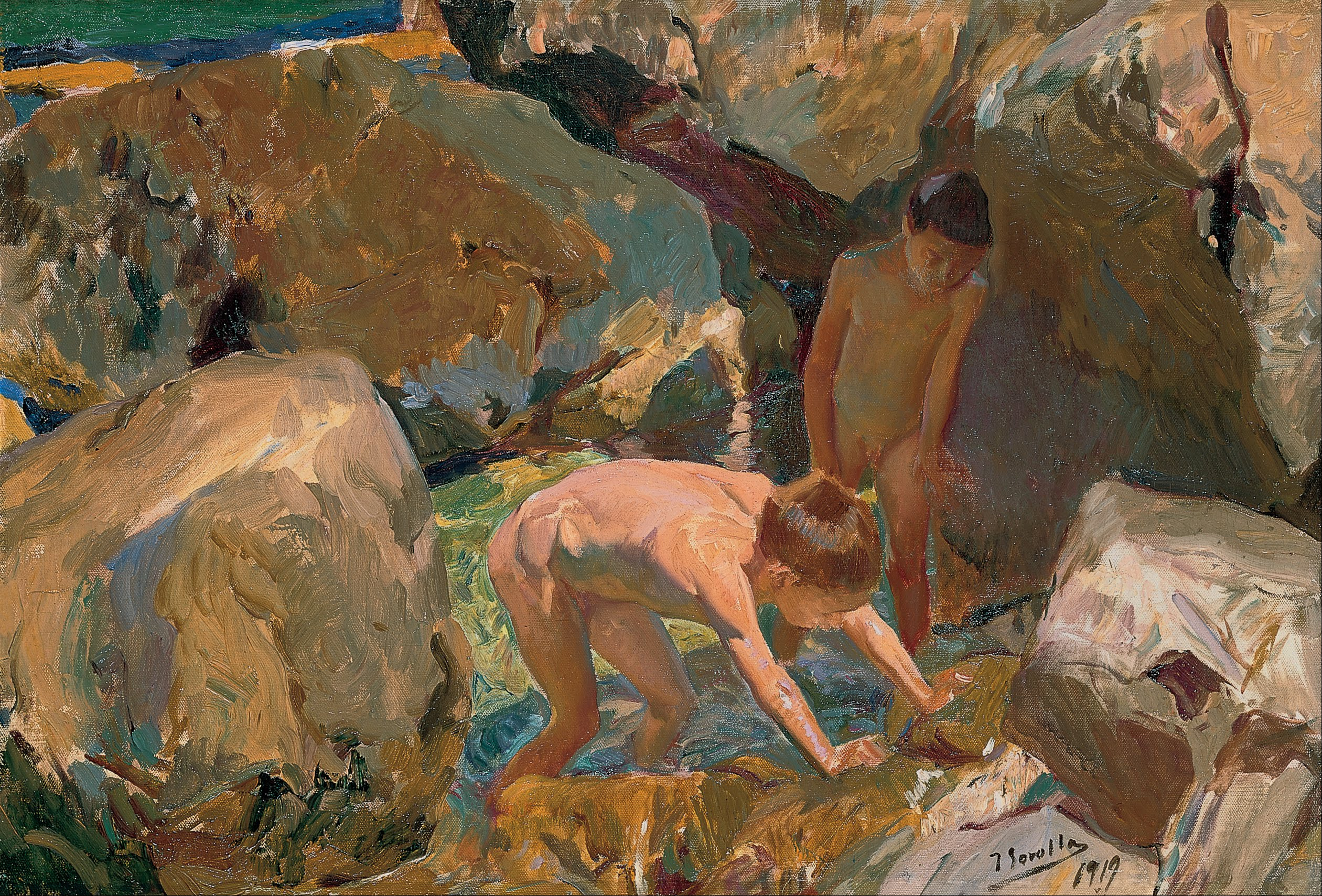
Діти, що збирають мушлі. 1919. Фонд банка Сантандер
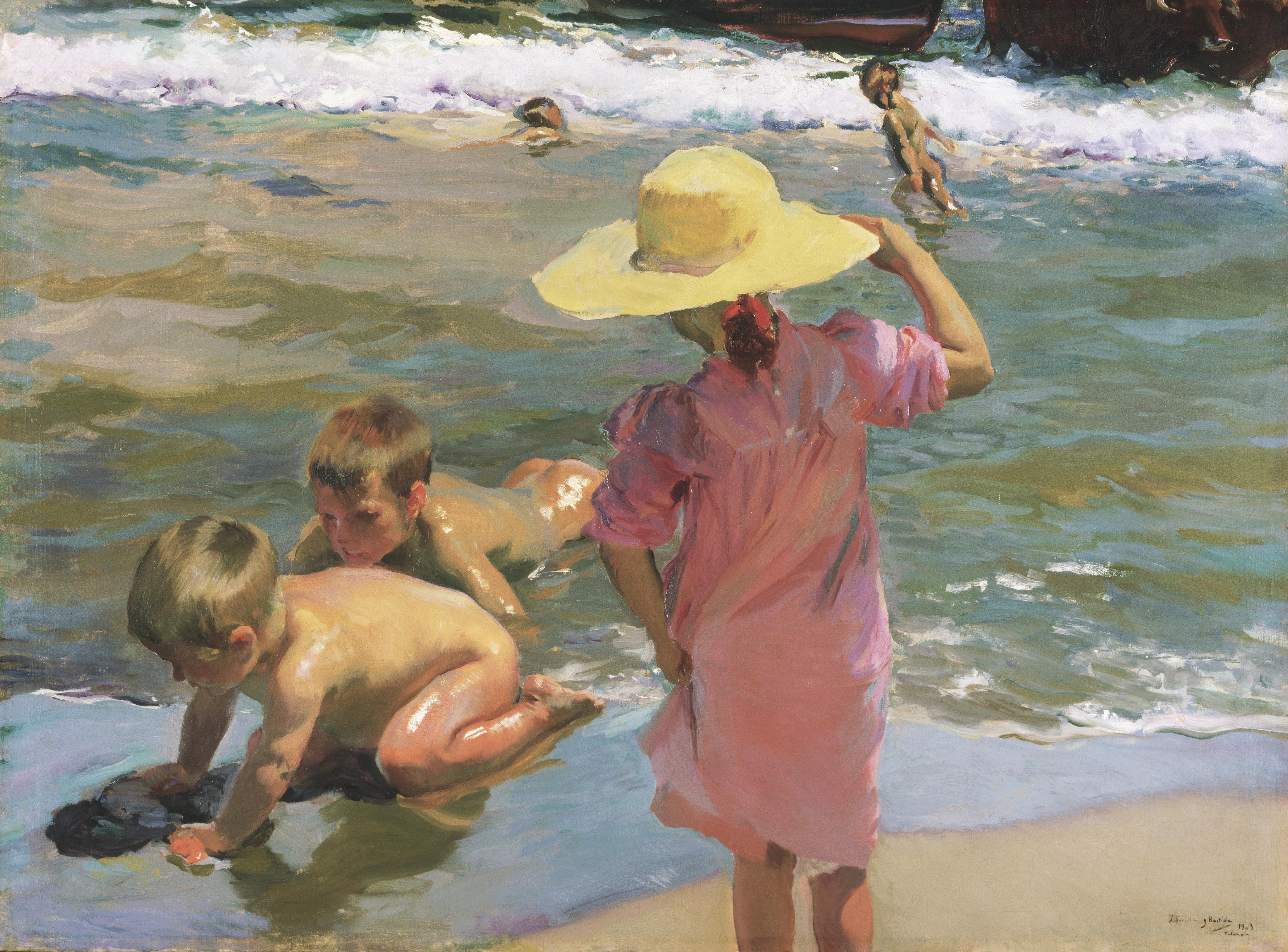
Діти на березі моря, 1903. In the upper right corner, Sorolla has included an oblique reference to another favorite theme, oxen pulling fishing boats in to shore. Музей мистецтв Філадельфії
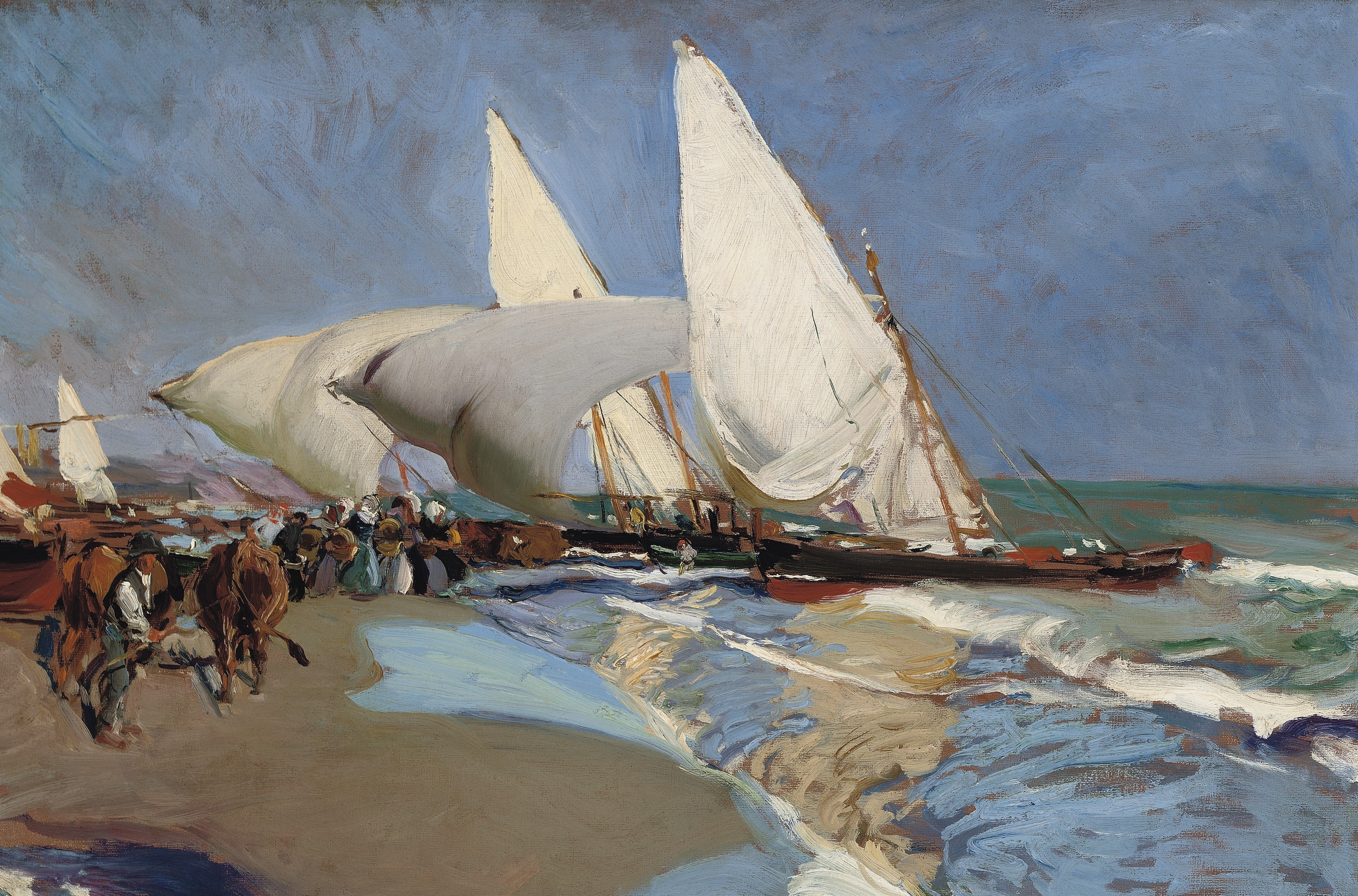
Пляж у Валенсії, 1908.
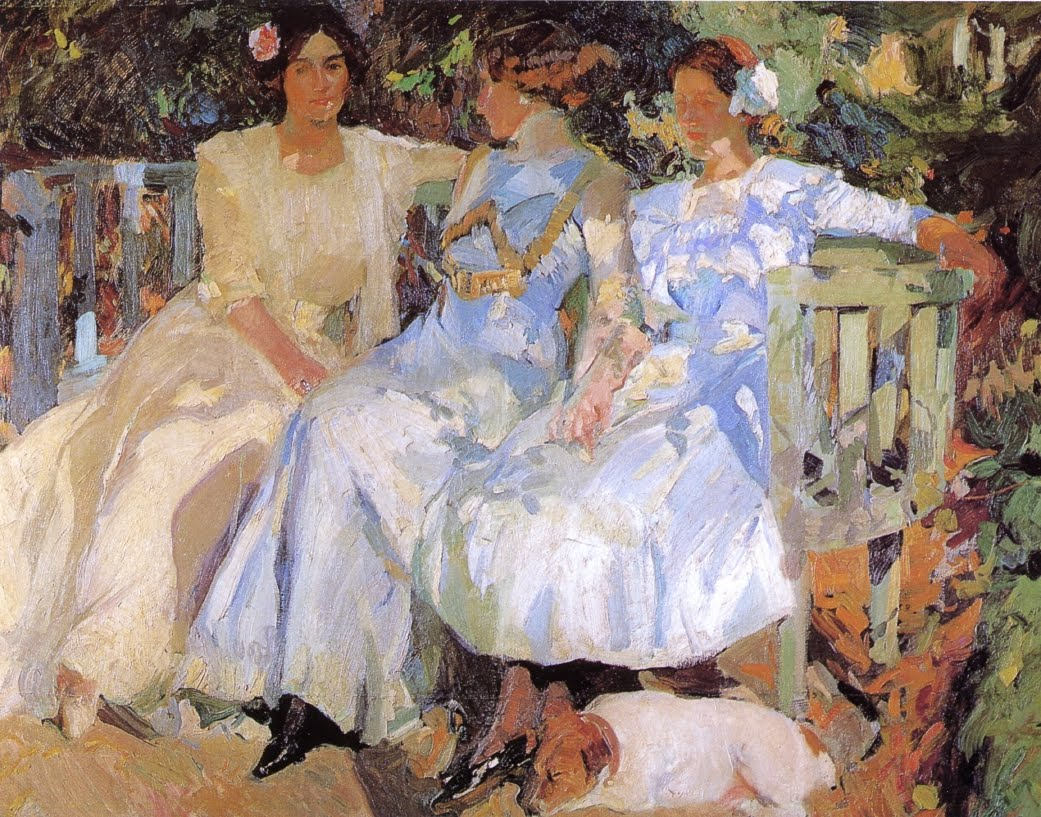
Моя дружина та доньки в саду, 1910
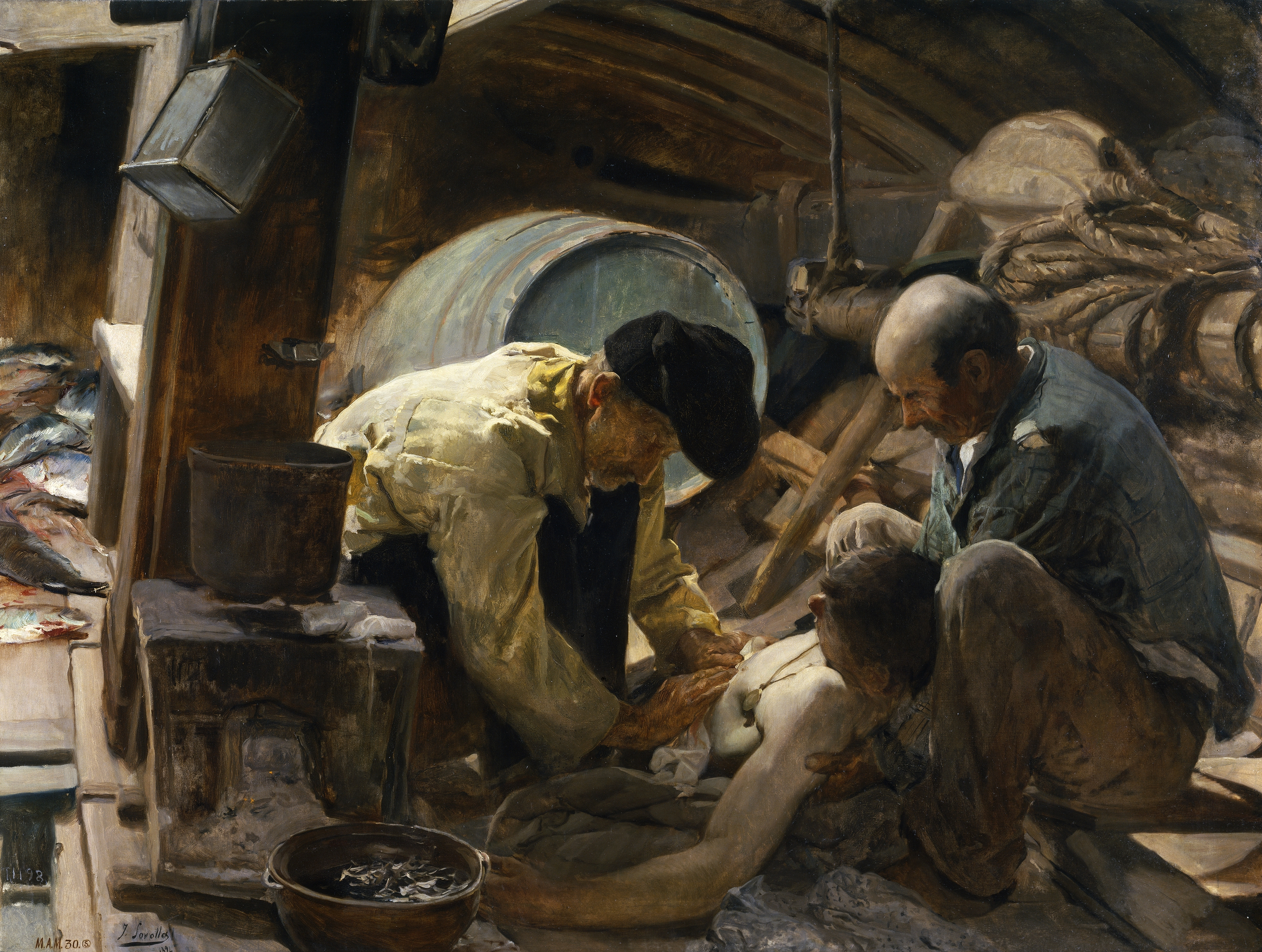
І вони все ще кажуть, що риба дорога
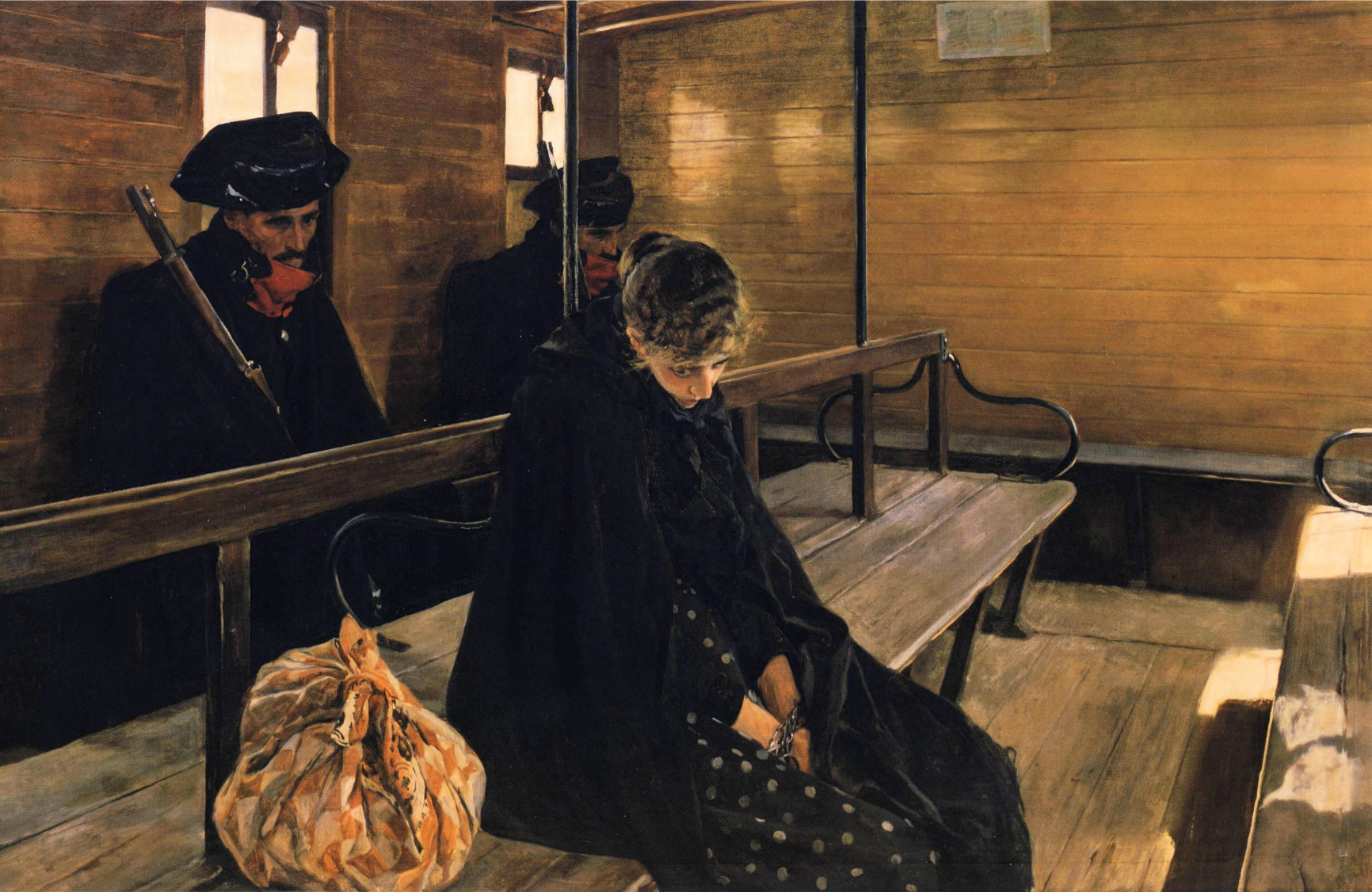
Інша Маргарита
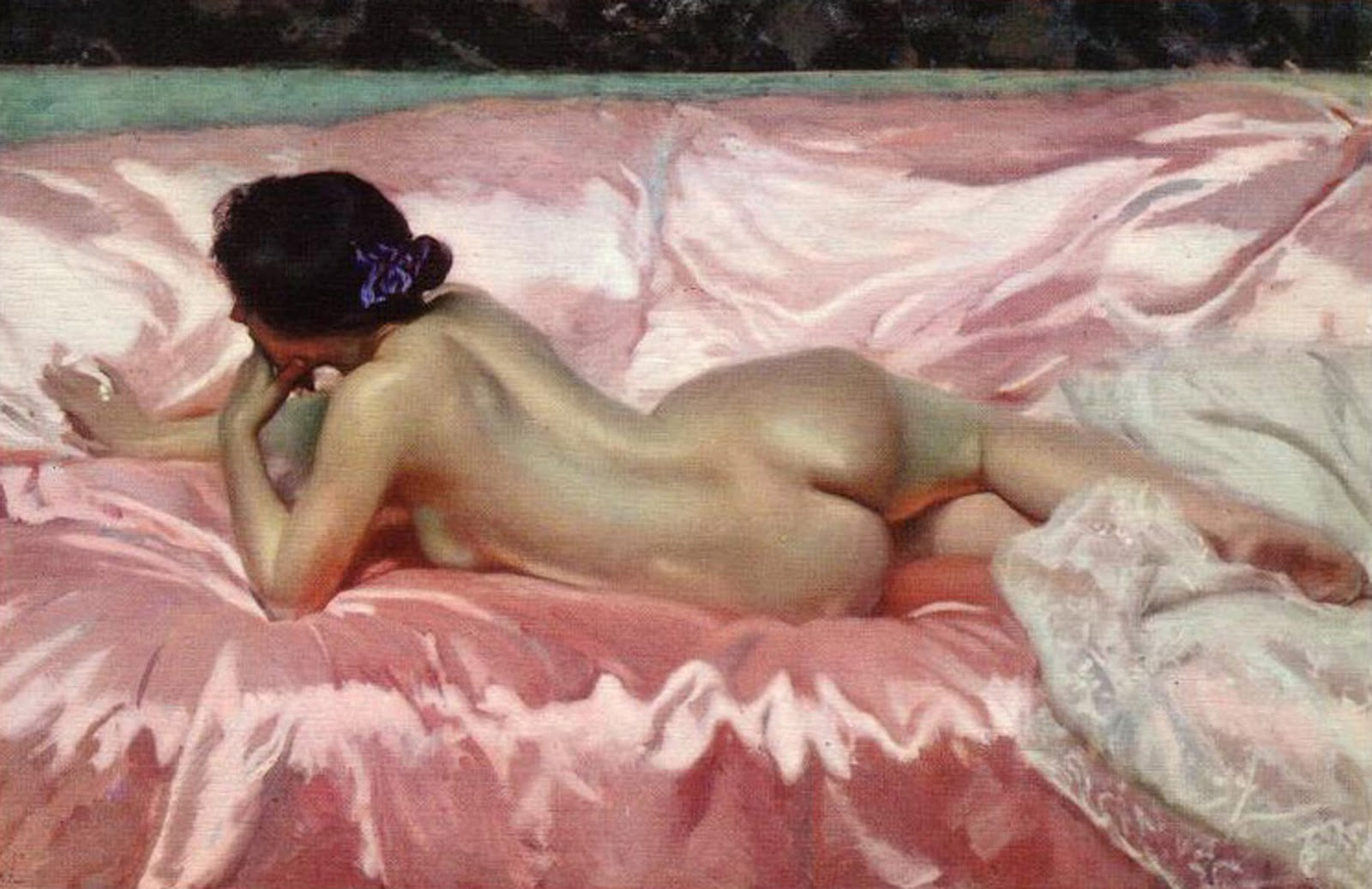
Роздягнена жінка, 1902
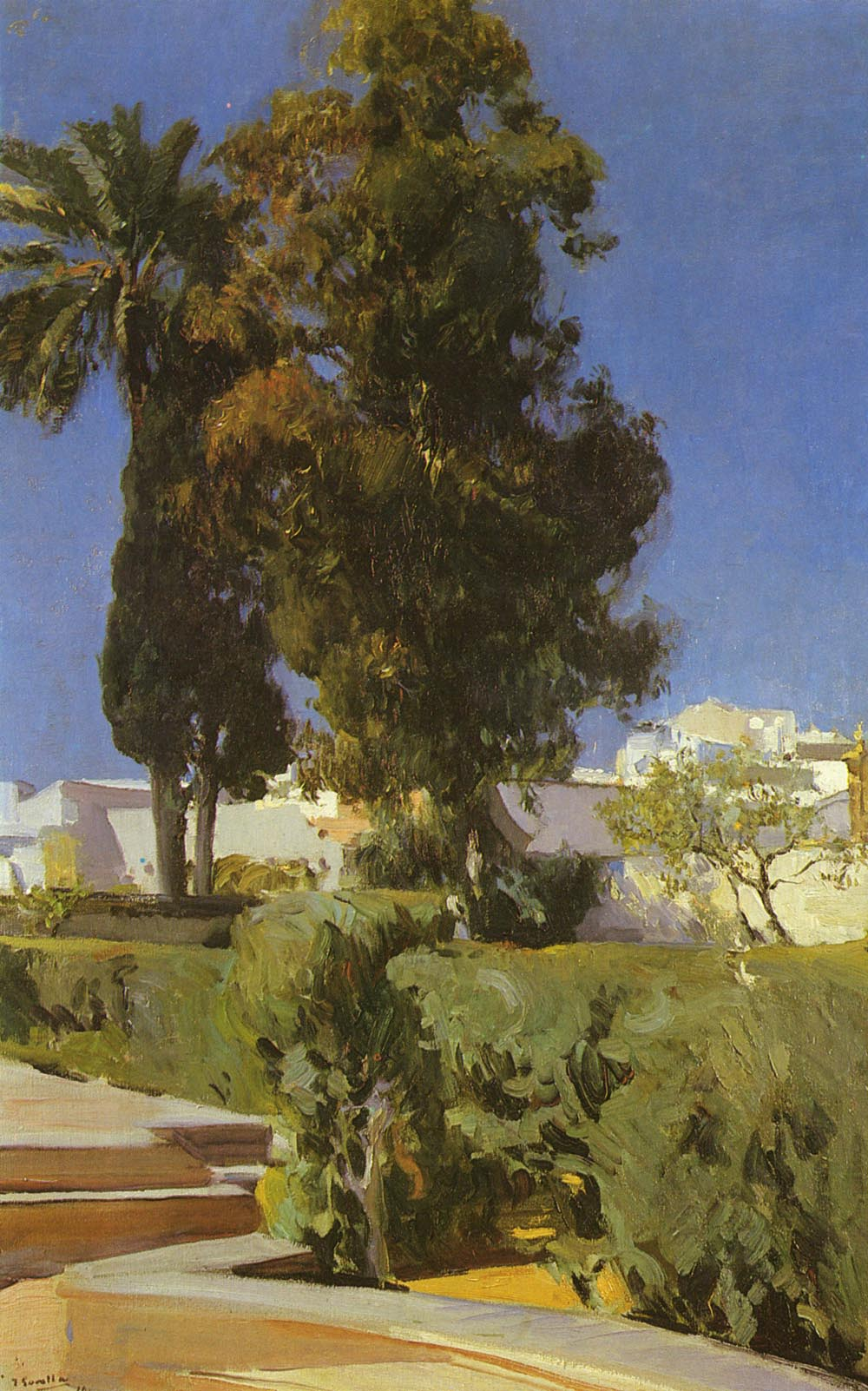
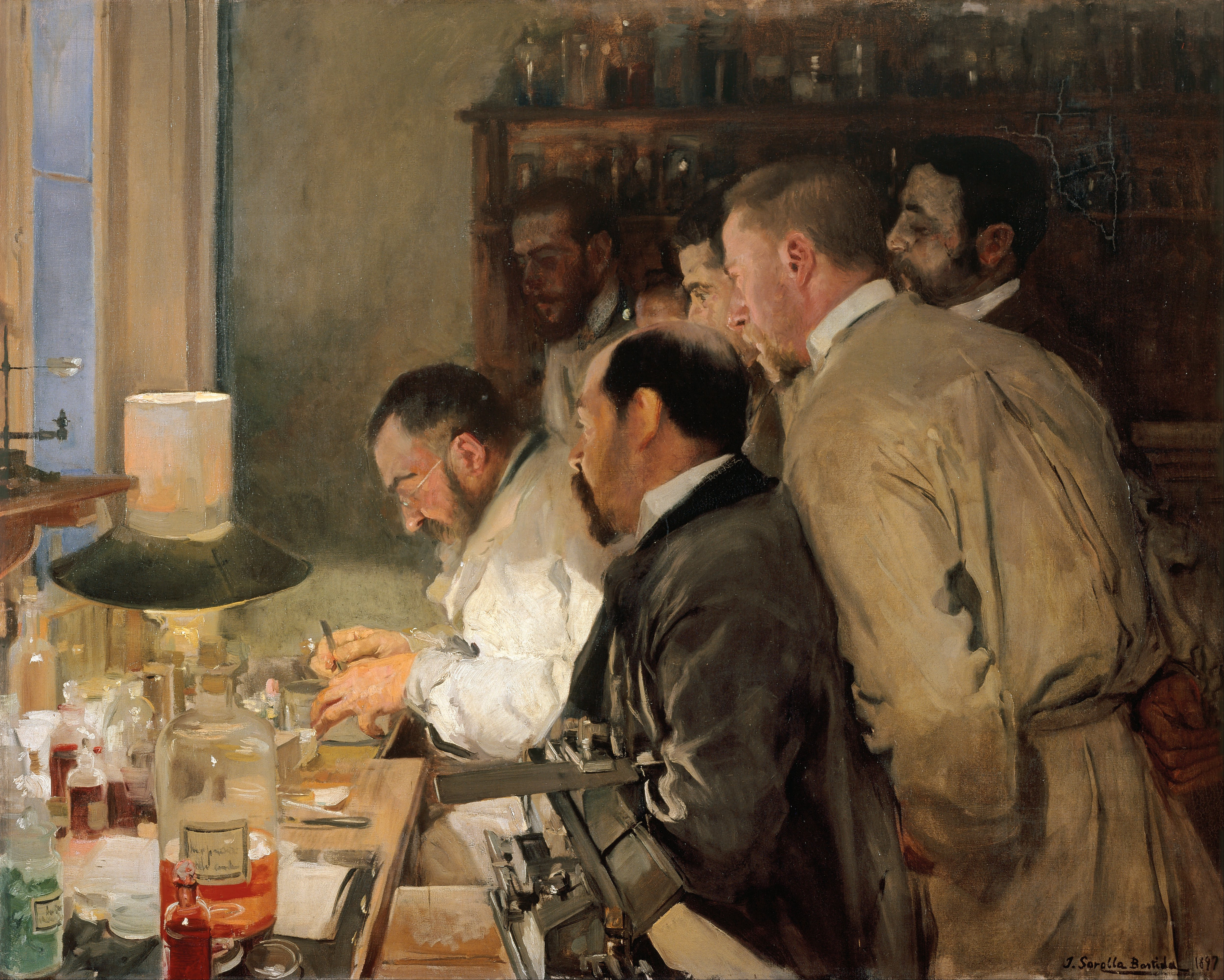
Досліди
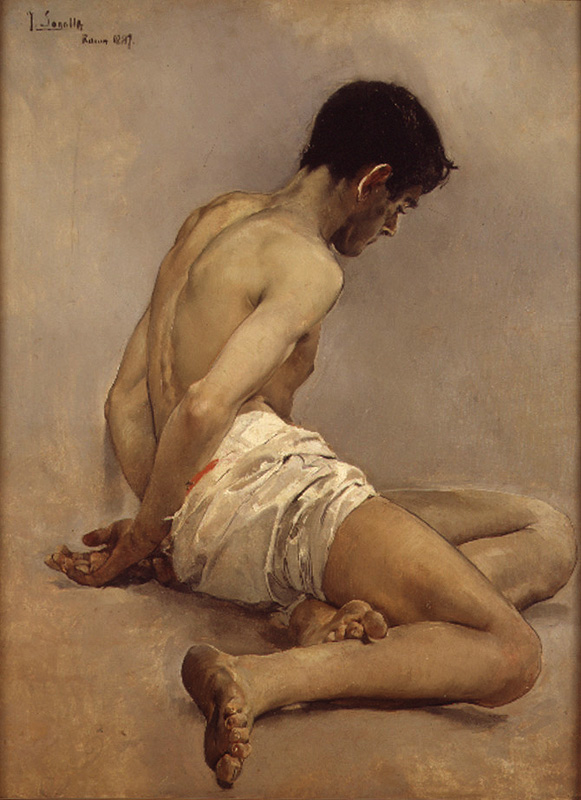
Академічне вивчення природи

### Пейзажі

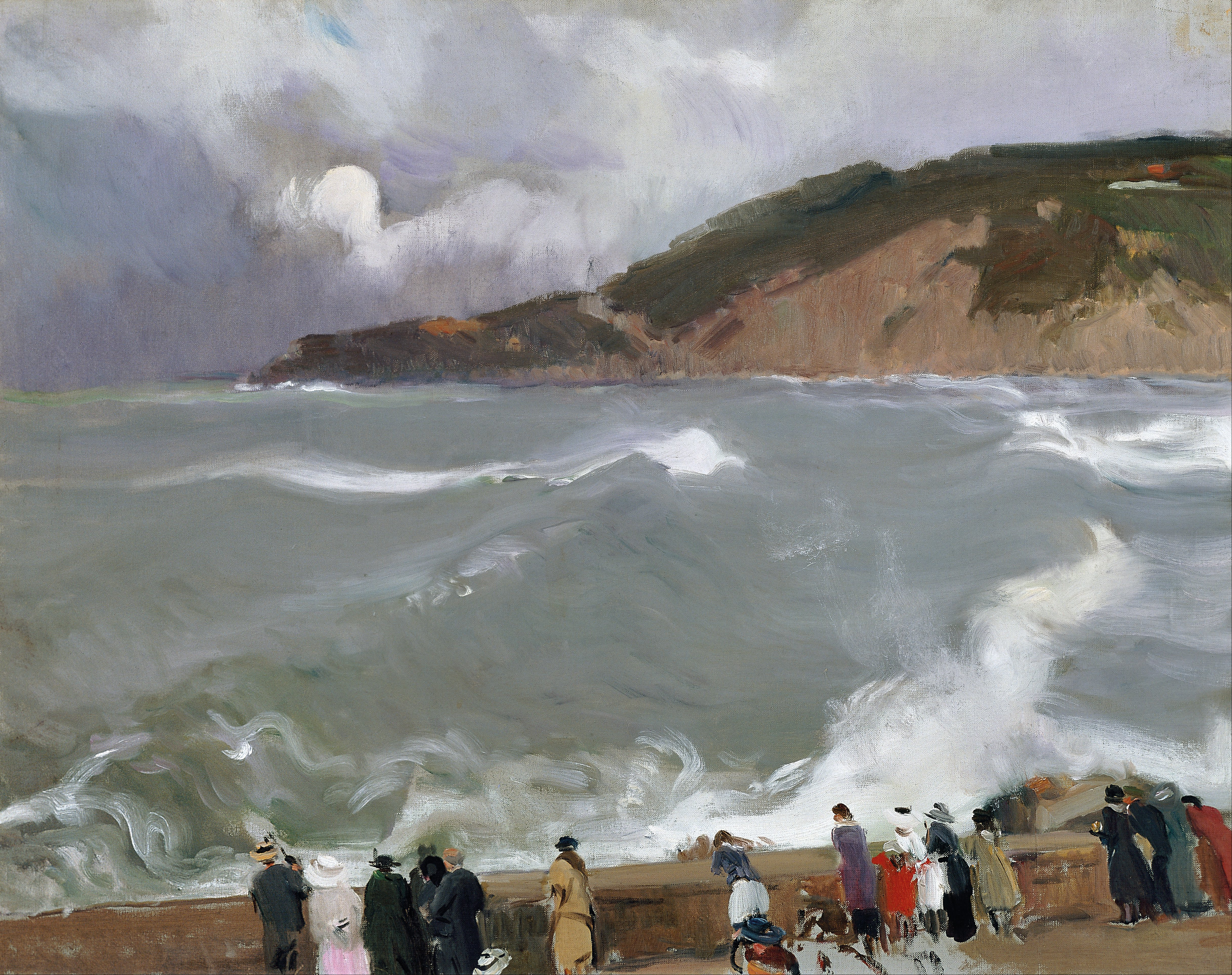
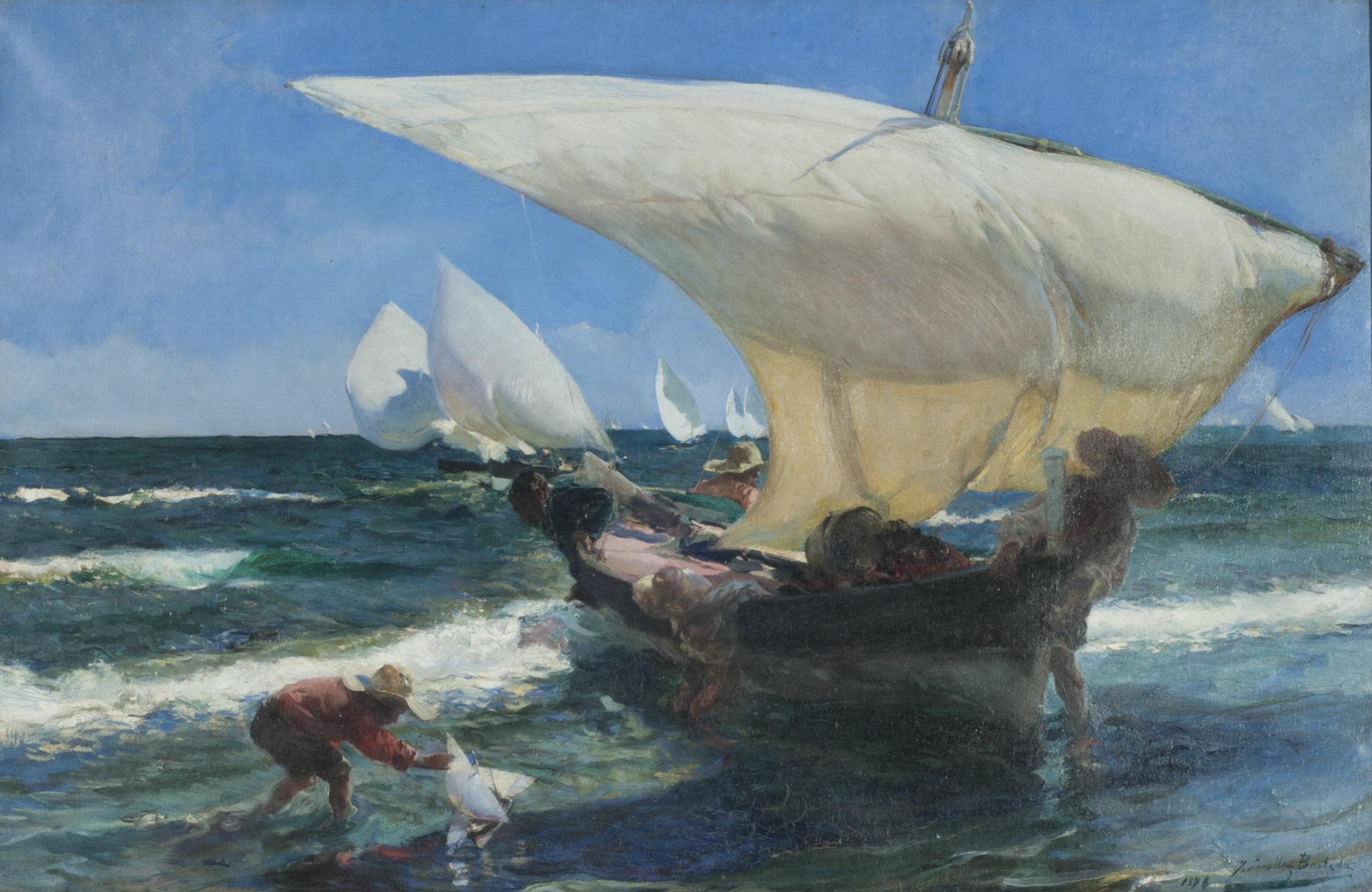
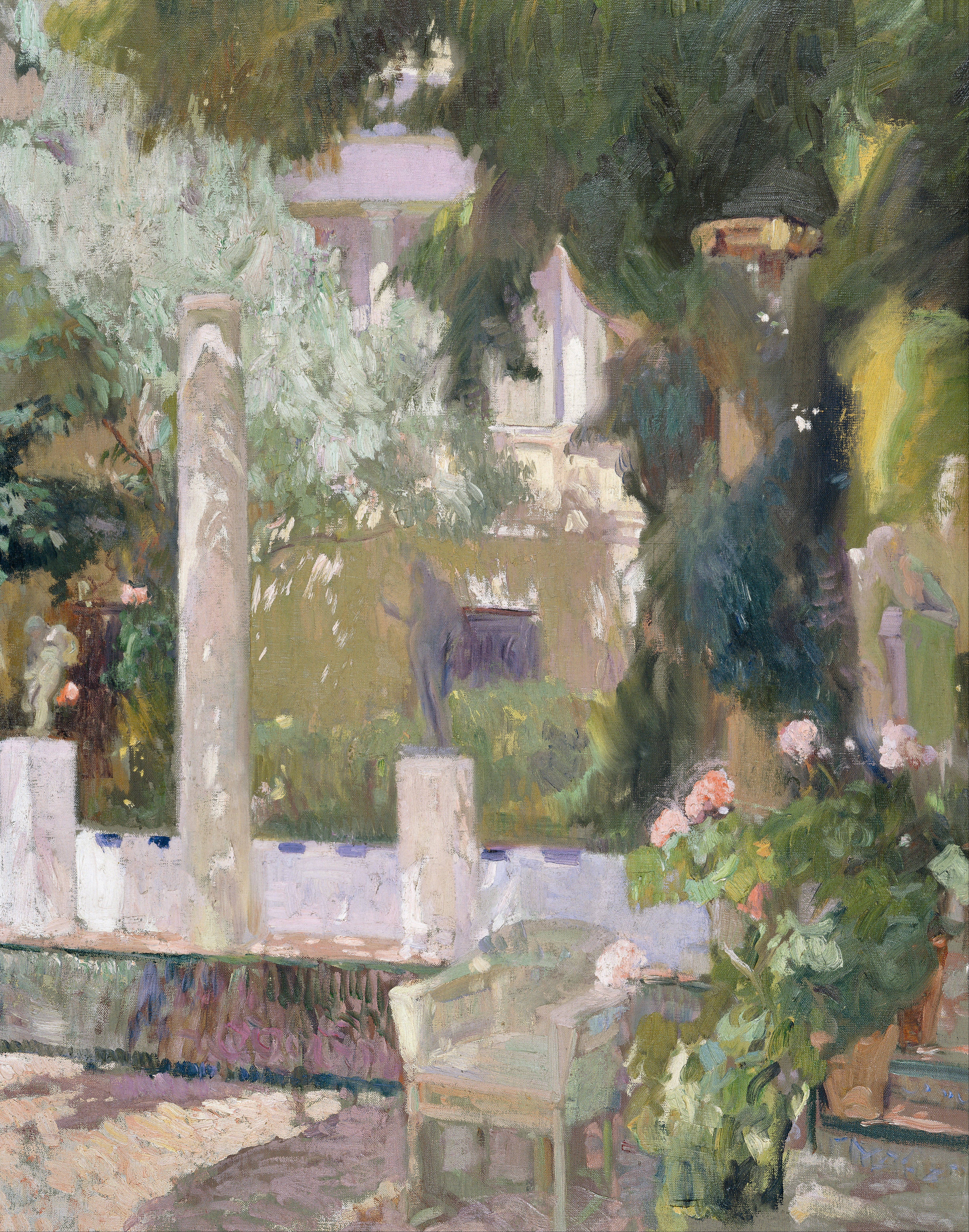
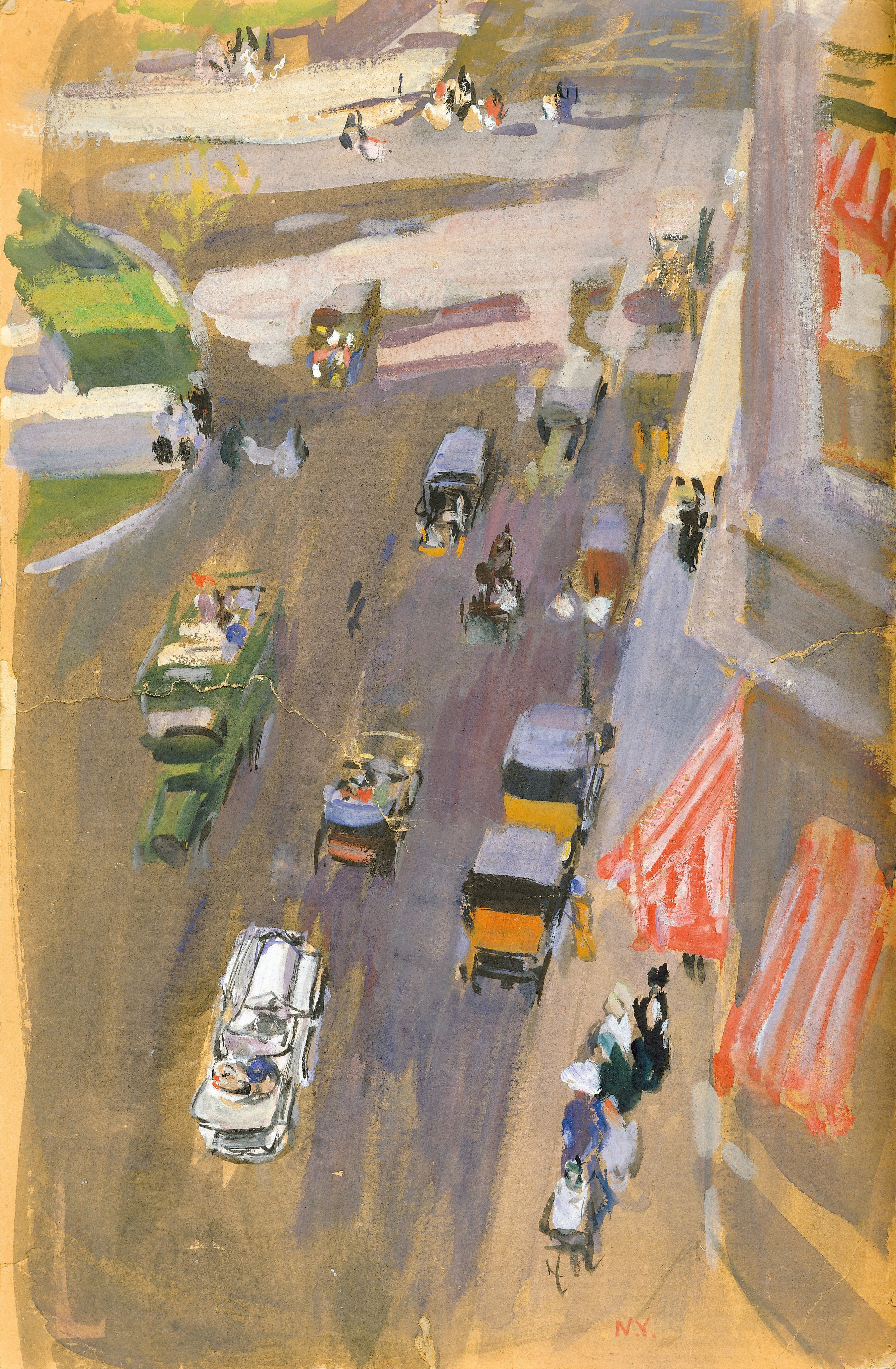

### Портрети

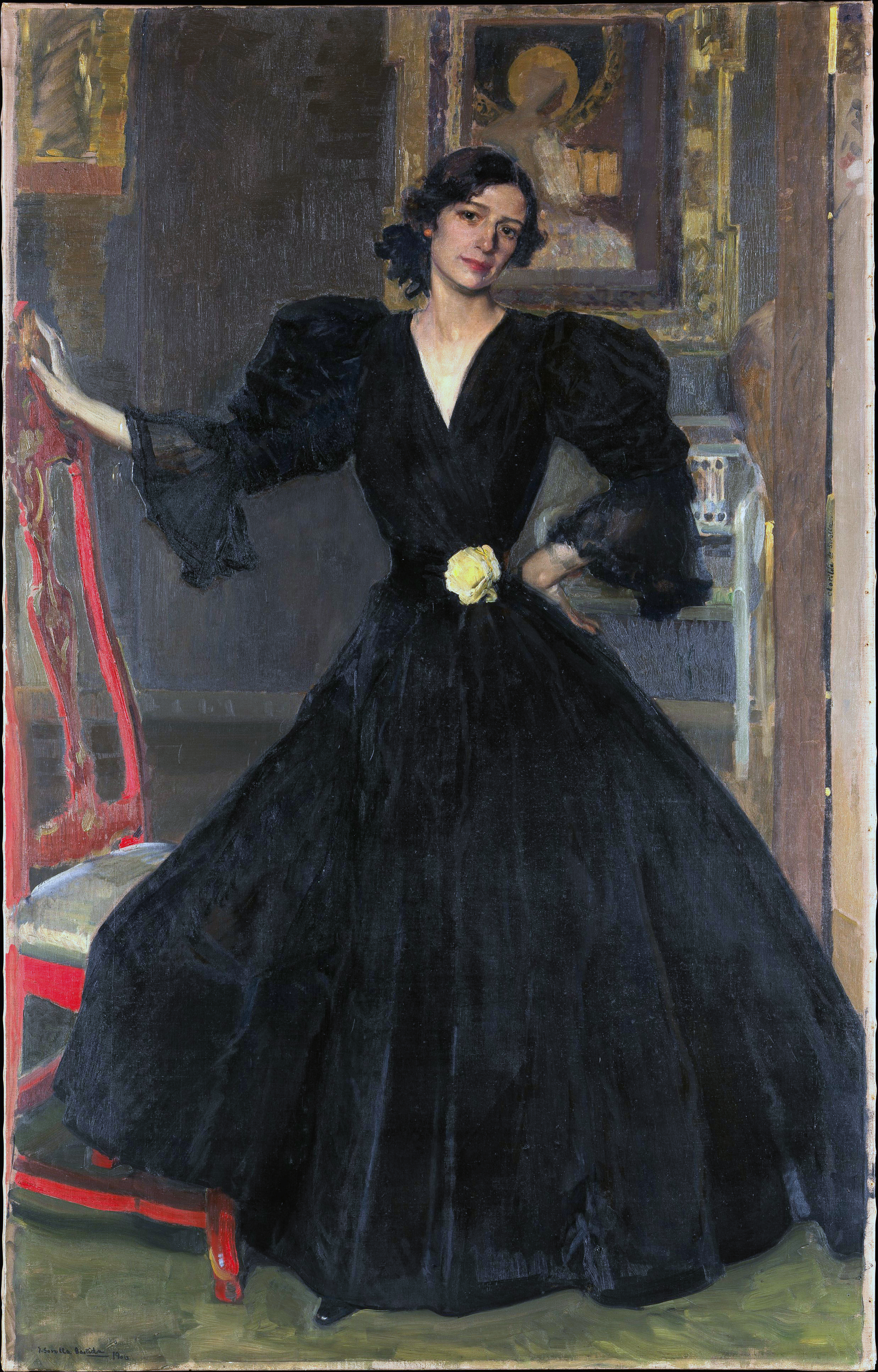
«Клотільда в коштовній чорній сукні» (дружина художника), 1906
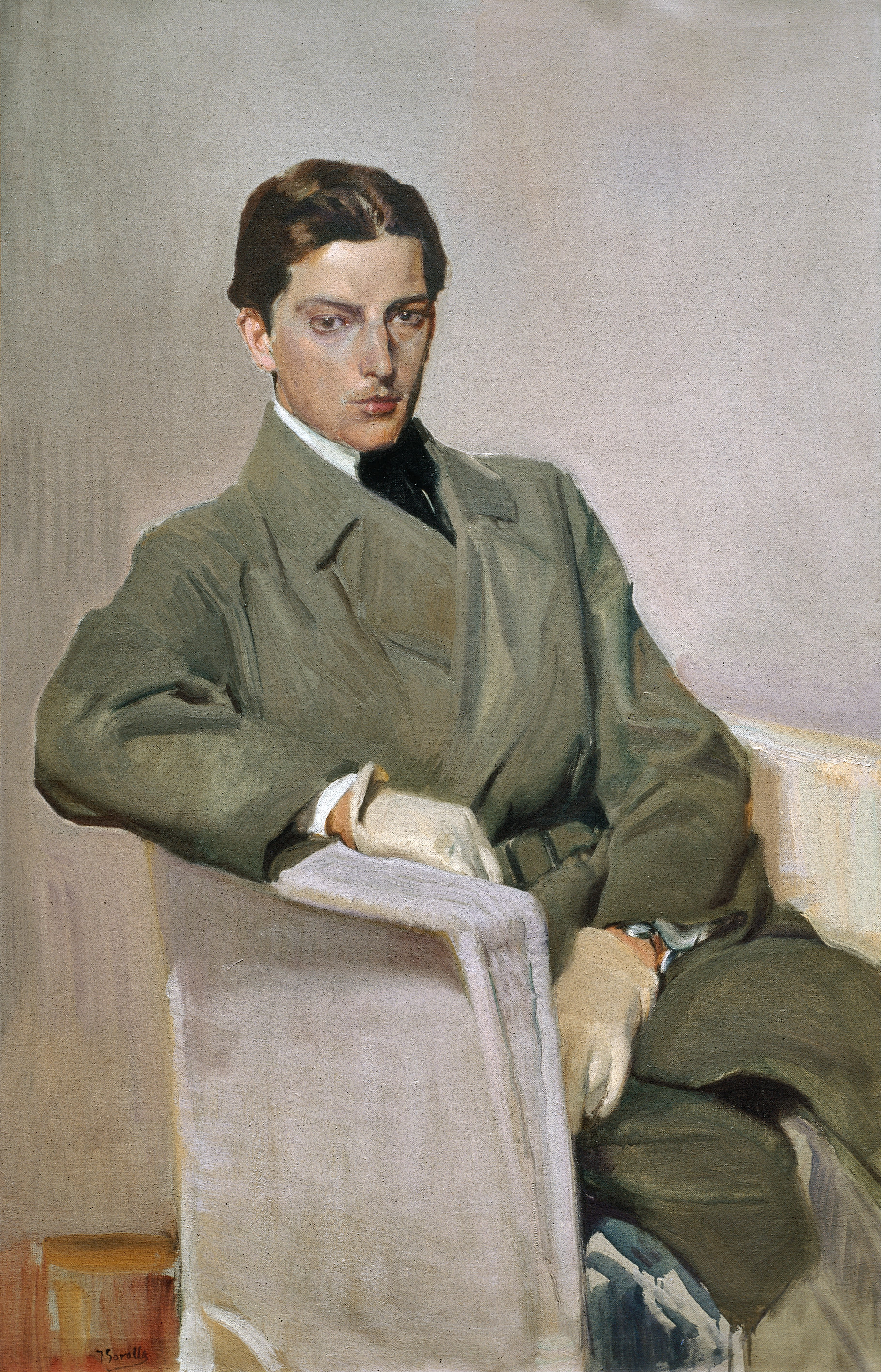
«Хоакін в кріслі»
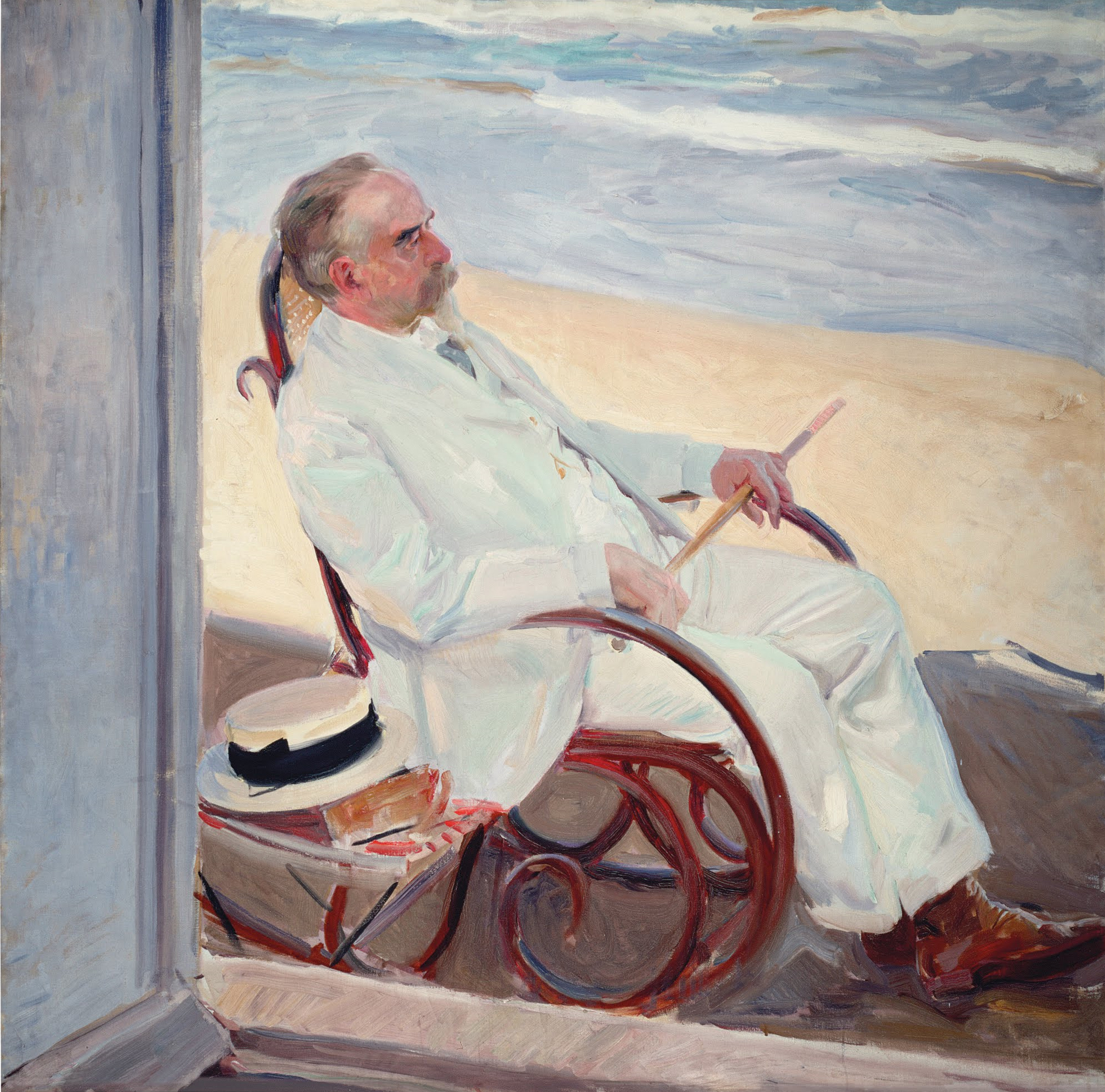
«Антоніо Гарсіа на узбережжі»
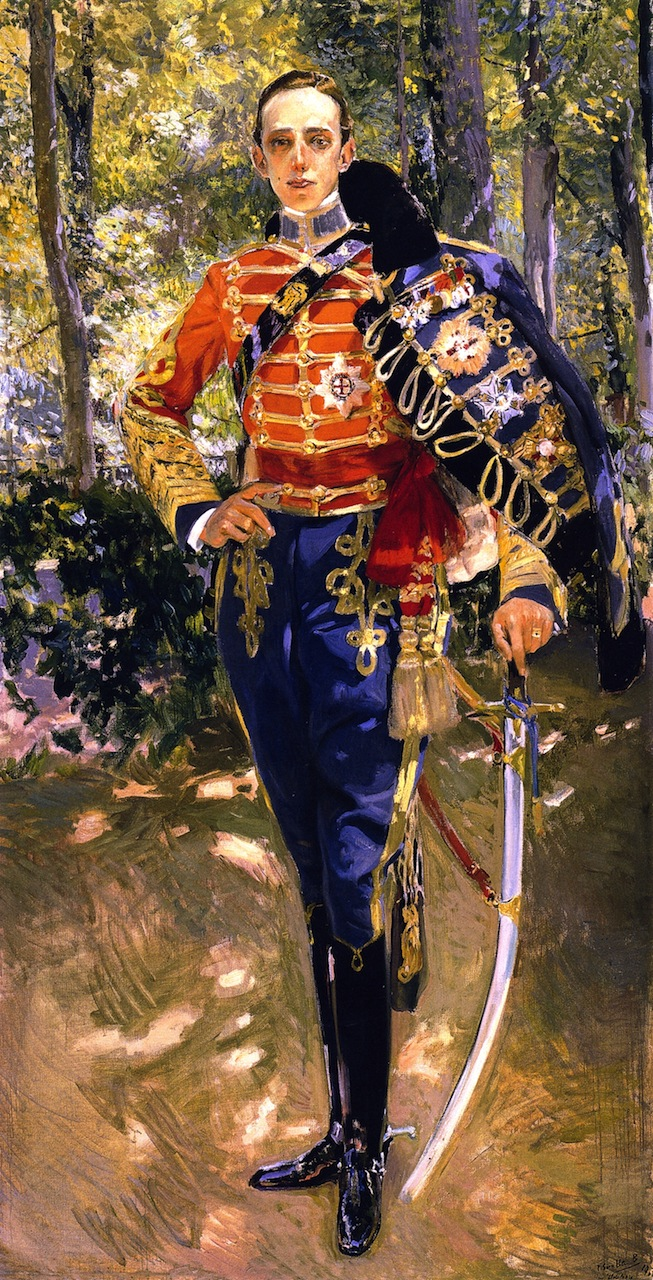
«Портрет іспанського короля Альфонсо ХІІІ у гусарському вбранні», 1907
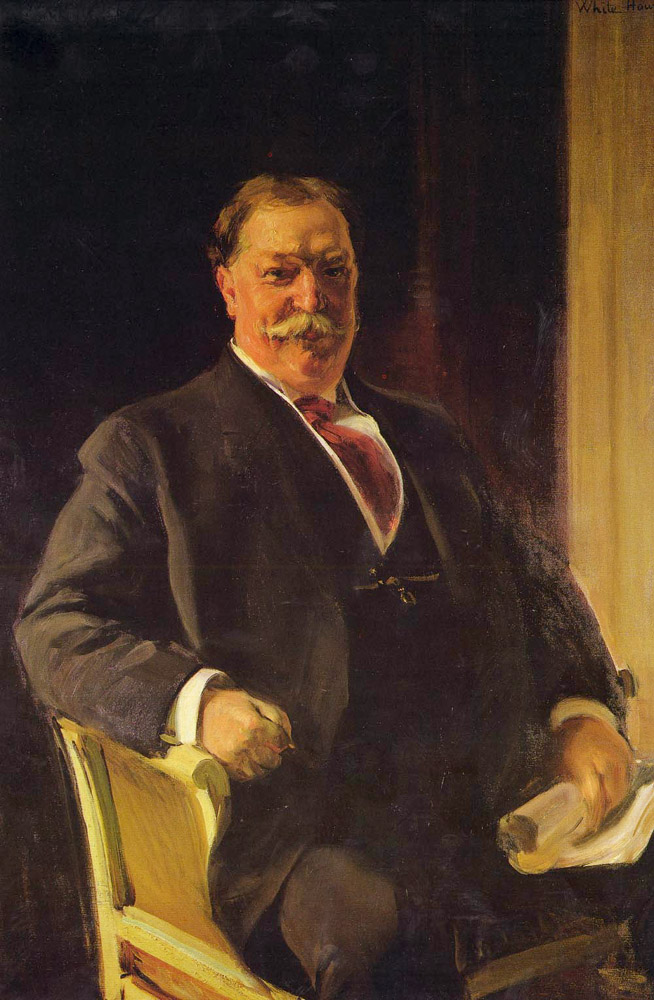
«Президент США Вільям Тафт», 1909
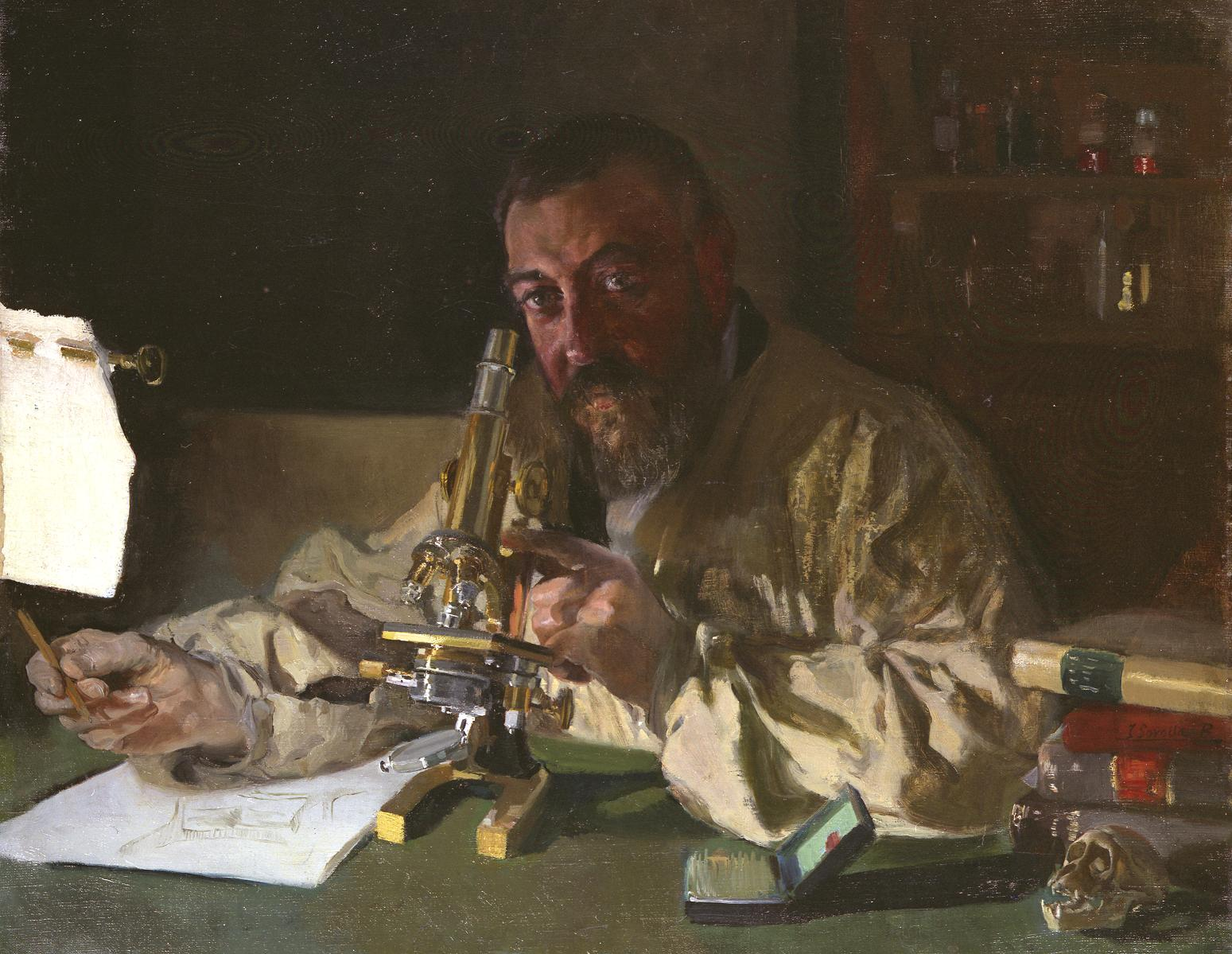
Доктор Сімарро біля мікроскопа
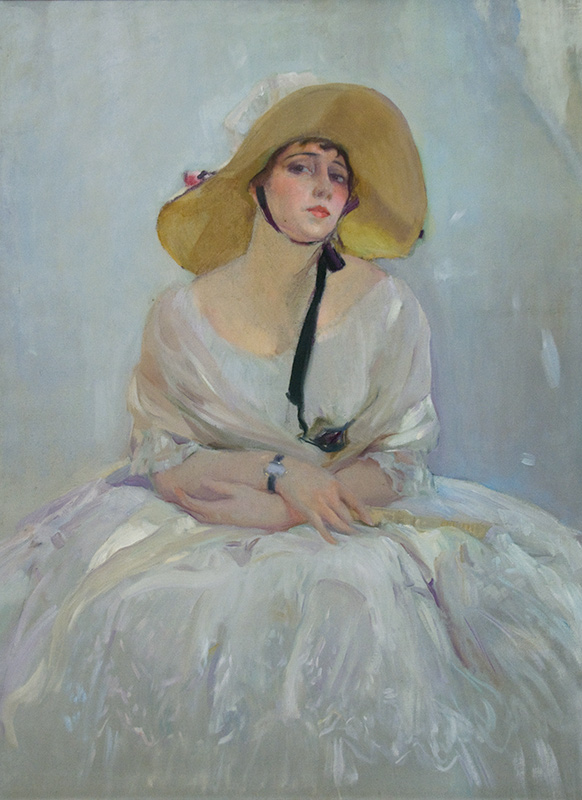
Портрет Ракель Меллер